# Stato Pontificio
Lo Stato Pontificio, detto anche Stato Ecclesiastico (Stato della Chiesa fu il suo nome ufficiale fino al 1815), fu uno Stato italiano costituito dall'insieme dei territori su cui la Santa Sede esercitò il proprio potere temporale dal 756 al 1870. La forma di Stato era la monarchia assolutista d'ispirazione religiosa (ierocrazia) rappresentata dal Papa, che esercitava la sua giurisdizione con pieni poteri.
Durante la sua esistenza, ebbe periodi in cui il prestigio e l'influenza della Santa Sede sullo scacchiere politico europeo furono rimarchevoli; la proiezione internazionale del pontefice è sempre stata notevolmente superiore rispetto a quella dello Stato Pontificio, dati i limiti territoriali che le circostanze storiche avevano assegnato allo Stato, in quanto la quasi totalità degli Stati europei erano retti da monarchie cattoliche che riconoscevano come suprema autorità quella del papa, che poteva scomunicare i sovrani e sciogliere feudatari e sudditi dal giuramento di fedeltà al proprio sovrano. Inoltre, i vincoli di vassallaggio dettati dalla Santa Sede condizionarono talvolta importanti Stati indipendenti come il Regno di Sicilia, il Regno di Napoli, il Regno d'Inghilterra, il Regno di Francia, il Regno di Spagna, il Regno del Portogallo, il Sacro Romano Impero, la Corona d'Aragona, il Regno d'Ungheria, l'Impero austriaco e tanti altri.
Lo Stato Pontificio terminò la sua esistenza con gli eventi del Risorgimento italiano: dapprima, con l'invasione sabauda e la successiva annessione di tre legazioni (le Romagne, le Marche e l'Umbria) al nuovo Regno d'Italia nel 1859-1861 e, quindi, in maniera definitiva nel 1870, con la breccia di porta Pia e la successiva annessione dei territori restanti, ovvero la quarta legazione e il circondario di Roma.

## Genesi dello Stato
Già nel IV secolo la Vita Silvestri del Liber Pontificalis elenca 27 massae situate nel Suburbio, nel Lazio, in Italia meridionale, in Africa e a Gaudos (Malta). Vi furono arredi sacri, immobili urbani e proprietà fondiarie che Costantino il grande e altri membri della famiglia imperiale trasferirono a sette chiese e due battisteri in Roma, nonché a quattro basiliche di fondazione Imperiale a Ostia, Capua, Albano e Napoli. Nel V secolo Gregorio Magno amministrava grandi proprietà terriere che erano estese in Sicilia, Sardegna, Corsica, Africa e Gallia meridionale. La Chiesa gestiva già forse la più grande proprietà terriera del mondo latino.
Le origini del dominio temporale dei papi possono essere considerate sotto due aspetti, uno di fatto e l'altro di diritto:
- di fatto: con la progressiva dissoluzione del potere bizantino in Italia centrale e la costituzione del Ducato romano (ultimi decenni del VI secolo), la figura del papa venne prima ad affiancarsi, poi a sostituirsi, a quella del dux di nomina imperiale. Nell'Urbe e nell'Agro romano i papi subentrarono ai suoi poteri, in primis nell'esercizio della giustizia di appello, nella riscossione delle imposte, nella possibilità di imporre la fedeltà politica e l'aiuto militare ai vassalli loro sottoposti[13]. In seguito alla caduta dell'Esarcato d'Italia e alla fine del dominio dell'Impero bizantino sull'Italia centro-settentrionale, i papi divennero pienamente possessori di poteri sovrani nell'Italia centrale[14];
- di diritto: le donazioni carolinge[13]. Oltre a esse, la Donazione di Sutri (728), la Promissio Carisiaca (754 e 774) e la Constitutio romana (824) furono altrettante basi fondanti dello Stato Pontificio.

## IlPatrimonium Sancti Petri
A partire dal IV secolo (dopo l'editto di Milano) la Diocesi di Roma divenne proprietaria di immobili e terreni, frutto delle donazioni dei fedeli. Il patrimonio terriero del vescovo di Roma era denominato Patrimonium Sancti Petri perché le donazioni erano indirizzate ai santi Pietro e Paolo. Nel VI secolo aveva assunto un'estensione di rilievo (Patrimonia).

### La Diocesi di Roma nell'Impero romano d'oriente

L'Italia, divisa tra longobardi e bizantini, alla morte del re longobardo Liutprando (712-744)

Dopo la guerra di riconquista dell'Italia da parte dei Bizantini (guerra gotica (535-553)), la Diocesi di Roma entrò a far parte dell'Impero romano riunificato da Giustiniano. I Bizantini ebbero il controllo dell'Italia centrale fino alla metà dell'VIII secolo. Durante questo periodo la Diocesi di Roma fece parte dell'Esarcato d'Italia, con capitale Ravenna. Il papa era un cittadino dell'impero; oltre che vescovo di Roma e patriarca d'Occidente, il suo titolo ufficiale era quello di pontifex maximus, secondo una tradizione ormai secolare che datava dal 382. Tuttavia, la sua elezione era sottoposta all'approvazione imperiale.
Rispetto ai lasciti e alle donazioni che giungevano da tutto il mondo cristiano alla Santa Sede, il papa era giuridicamente un semplice possidente; il legittimo sovrano era l'imperatore. Il Patrimonium Sancti Petri consisteva, in questa fase storica, nei latifondi gestiti dal vescovo di Roma come possesso privato. Si distingueva dal patrimonium publicum, ovvero i latifondi gestiti dai governatori bizantini (duces e magister militum) e dai latifondi delle arcidiocesi di Ravenna e di Milano.
Secondo la ripartizione dell'Italia voluta dall'imperatore Maurizio (582-602), l'Esarcato si componeva di sette ducati, ciascuno comandato da un dux o magister militum. Il Duca (dux) era un capo militare, al comando di un esercito. A Ravenna sedeva un esarca, governatore di tutta l'Italia bizantina, e a Roma un duca. I Bizantini decisero di proteggere principalmente Ravenna, lasciando progressivamente Roma abbandonata a sé stessa. Il vescovo dell'Urbe si trovò a dover supplire nell'amministrazione e nel mantenimento della città. Di fatto il pontefice cominciò a svolgere funzioni di governo nel proprio territorio.
Il pontefice vide così aumentare le proprie prerogative, lasciando al dux un ruolo prettamente militare. La debolezza della classe senatoriale, decimata dalle guerre gotiche ed emigrata in gran parte a Costantinopoli, la lontananza da Roma dell'esarca che manteneva la propria residenza a Ravenna e, non ultimo, il prestigio personale di alcuni grandi papi, fecero sì che il pontefice divenne, di fatto, la massima autorità civile del Ducato romano. Gli imperatori bizantini lo percepirono in alcuni casi come un contropotere rispetto a quello ufficiale dell'esarca.
Una grande figura del tempo fu papa Gregorio I (590-604): egli riorganizzò l'amministrazione pontificia, le attività ecclesiastiche nella città e i possedimenti terrieri che consentivano alla Chiesa di farsi carico dell'assistenza ai cittadini. Inoltre, quando Agilulfo stipulò la pace con Costantinopoli, il re longobardo volle che, oltre all'esarca Callinico, anche Gregorio I firmasse il trattato come rappresentante di Roma (598). Per quanto riguarda la difesa della città, il pontefice promosse la creazione di una milizia locale (exercitus), costituita inizialmente dalle scholae (corporazioni che radunavano i residenti di varie nazionalità), dalle corporazioni di mestiere e dalle associazioni rionali. La milizia, insieme al clero e al populus (i capi delle grandi famiglie) ottenne il diritto di partecipare alle elezioni papali.
Da papa Bonifacio V (625) ogni pontefice, dopo l'elezione, si rivolse direttamente all'esarca per ottenere l'approvazione imperiale. Papa Zaccaria fu il primo pontefice a non chiedere conferma della propria elezione né a Ravenna né a Costantinopoli.

### La Donazione di Sutri (728)
Il potere civile effettivo assunto dalla Santa Sede fin dall'epoca di costituzione del ducato romano, unitamente a una sempre maggiore debolezza degli imperatori bizantini in Italia, resero possibile quell'atto passato alla storia come la «Donazione di Sutri». Nel 728 i Longobardi strapparono ai bizantini la fortezza di Narni, posta a presidio della Via Flaminia, che conduceva a Todi e Perugia. A presidiare la via Amerina-via Annia rimasero le fortezze di Amelia e Orte. Più a sud, difendevano la via Cassia, nel tratto lungo la valle del Tevere, i castra di Sutri, Bomarzo e Blera.
Papa Gregorio II (715-731) si rivolse direttamente al re Liutprando, chiedendogli di rinunciare ai territori già conquistati e di restituirli all'esarca bizantino in quanto legittimo possessore. Liutprando, invece, donò il castrum di Sutri al pontefice. Secondo gli storici, con la «Donazione di Sutri» il pontefice acquistò per la prima volta un potere temporale formalmente riconosciuto.
Al di fuori dei suoi possedimenti, la supremazia del pontefice era tuttavia ben lontana dall'essere effettiva: nei territori longobardi i vescovi locali erano pressoché indipendenti, mentre nelle terre bizantine si faceva sentire l'influenza del patriarca di Costantinopoli, spesso al fianco dell'imperatore. A Roma il pontefice era la personalità più prestigiosa, ma i poteri municipali erano in mano all'aristocrazia (e lo rimasero anche dopo la dissoluzione dell'Esarcato).
I rapporti con i Longobardi, che continuarono a essere tesi, precipitarono nel 739, quando Liutprando cinse d'assedio Roma. Papa Gregorio III riuscì a farlo desistere solo grazie all'intervento (allora soltanto diplomatico) di Carlo Martello, maestro di palazzo del re dei Franchi. Il pontefice gli indirizzò una lettera in cui comparve per la prima volta la locuzione populus peculiaris beati Petri, riferita alle popolazioni del Ducato Romano, del Ravennate e della Pentapoli, riunite insieme in una respublica di cui san Pietro era il protettore e l'eroe eponimo.
Di fronte a una nuova crisi con i Longobardi, Zaccaria (741-752), da poco asceso al soglio pontificio, non esitò a trattare direttamente con Liutprando. Nella primavera del 743 i due si incontrarono a Terni. Il pontefice ottenne dal re longobardo la restituzione per donationis titulo di quattro città da lui occupate (tra cui Vetralla, Palestrina, Ninfa e Norma) e di una parte dei patrimoni della Chiesa in Sabina, a essa sottratti oltre trent'anni prima dai duchi di Spoleto. Costantinopoli era debole e perdeva continuamente terreno a vantaggio dei Longobardi, mentre le sue relazioni col papato peggioravano ulteriormente. A metà dell'VIII secolo, con Astolfo, il Regno longobardo volle sferrare il colpo definitivo all'esarca bizantino invadendo il cuore delle terre imperiali italiane. Caddero Ravenna e la Pentapoli (751).

### Le donazioni carolinge

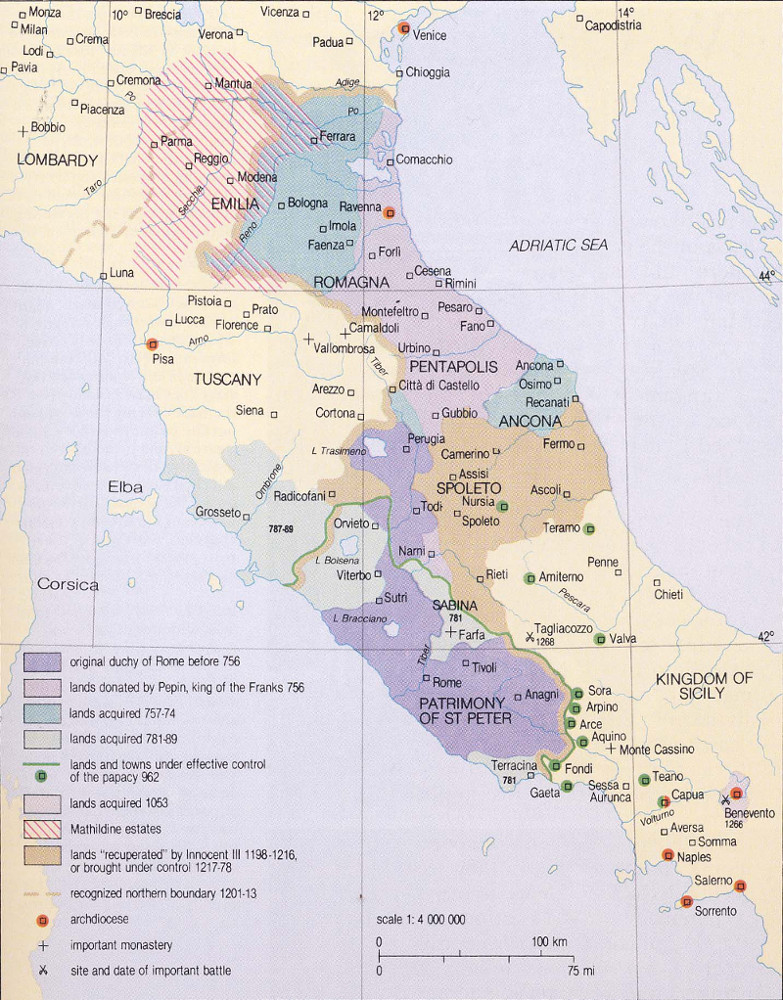
L'evoluzione dello Stato Pontificio dalle donazioni carolinge degli anni 750 al papato di Innocenzo III (1198-1216)

Con la fine del dominio bizantino in Italia nel 752, le minacce del re dei Longobardi Astolfo nei confronti di Roma si fecero sempre più pericolose, per cui papa Stefano II si recò in Gallia per chiedere il supporto di Pipino il Breve. Nella città di Quierzy (Carisium in latino), Pipino promise al papa che, una volta recuperati i territori conquistati dai Longobardi, li avrebbe donati alla Santa Sede. Tale atto è oggi ricordato come Promissio Carisiaca (754). Incoronato re di Francia, Pipino inviò i suoi eserciti in Italia nel 755 e nel 756. In entrambi gli scontri i Franchi riportarono la vittoria sui Longobardi.
In attuazione della Promissio Carisiaca l'Esarcato di Ravenna, le due Pentapoli e le città sulla via Amerina (tra cui Orte, Todi e Perugia), un tempo territori dell'Impero bizantino, passarono alla "Sede dell'Apostolo Pietro" (Seconda pace di Pavia, giugno 756). Come ricompensa, papa Stefano II conferì a Pipino la legittimazione del suo potere con la nomina per sé e per i suoi figli a patricius Romanorum (cioè protettori di Roma). Il titolo di patricius non era mai stato fino ad allora una prerogativa pontificia: la nomina di un patricius spettava infatti all'imperatore. A quel tempo, in Italia, solo l'esarca di Ravenna possedeva questo titolo e dal 751 era vacante. Dal punto di vista dell'imperatore, il pontefice si arrogava un diritto non suo. Stefano II, d'altra parte, innovò il titolo di patricius con l'attribuzione Romanorum, distinguendolo così, almeno formalmente, dal titolo imperiale.
L'imperatore bizantino ovviamente protestò e inviò due messi presso il re franco, contestando la sua nomina a patricius e invitandolo a restituire l'Esarcato all'Impero romano d'Oriente; ma Pipino rispose negativamente, congedando i due ambasciatori. Senza più la mediazione di Costantinopoli, il pontefice esercitò direttamente la propria signoria sui nuovi territori. Non furono invece esercitati direttamente dalla Santa Sede:
a) la sicurezza militare dello Stato, che fu garantita dall'esercito dell'Impero carolingio;
b) il governo locale: non avendo lo Stato Pontificio strutture amministrative, furono i membri delle aristocrazie cittadine a governare i territori della Chiesa per conto del Papa, cui riconobbero formale supremazia.
Il figlio di Pipino, Carlo Magno, devotissimo di S. Pietro, scese a Roma cinque volte e altrettante volte arricchì di doni il patrimonium Sancti Petri:
1. La prima visita avvenne nel 773 (il 21 aprile, giorno di Pasqua): incontrando papa Adriano gli confermò la donazione fatta dal padre Pipino e donò agli apostoli Pietro e Paolo parte del Ducato di Benevento e del Ducato di Spoleto (detti anche Langobardia Minor) nonché l'isola di Corsica;
2. Nel 774 il pontefice gli conferì il titolo di patricius Romanorum. Carlo donò la Tuscia romana (con i centri di Ronciglione, Viterbo, Tuscania, Soana) insieme ad alcuni centri della Tuscia longobarda (Populonia, Rusellae e Castrum Felicitatis) e ad Ancona, Numana e Osimo: nel complesso dieci città;
3. Nel 781, il giorno di Pasqua, fece consacrare i figli: Pipino come Re d'Italia (regem super Italiam) e Ludovico come re d'Aquitania; inoltre si accordò con papa Adriano, il quale rinunciò a Terracina e, in cambio, ottenne la Sabina;
4. Nel 787 decise di ritenere per sé il Ducato di Benevento; da esso poi staccò alcune città che consegnò al pontefice: Sora, Arpino, Arce, Aquino, Teano e Capua (dette anche civitatibus in partibus Beneventanis)[27];
5. In occasione della propria consacrazione a imperatore (Natale dell'anno 800), Carlo arricchì di molti doni d'oro e d'argento le principali basiliche romane.

Il papa amministrò i nuovi territori mediante actionarii, lasciando però le forme di vita municipale, tipiche del governo bizantino. Roma era in mano all'aristocrazia che intendeva mantenere in vita l'antico Senato, mentre il popolo era diviso in scholae: dodici per i quartieri sulla riva sinistra del Tevere, due per il Trastevere; vi erano inoltre una schola Graecorum e quattro scuole per Sassoni, Frisoni, Franchi e Longobardi, all'interno della basilica di San Pietro. Il papa cominciò a coniare moneta con il suo nome e la sua effigie e, dal 781, cominciò a datare i documenti secondo gli anni del suo pontificato invece degli anni di regno dell'imperatore.
In realtà la Santa Sede:
- non entrò mai in possesso dei territori della prima e della quarta donazione carolingia poiché l'imperatore, nel suo testamento, le assegnò ai suoi successori;
- entrò in possesso dei territori della seconda donazione, ma successivamente perse la Tuscia longobarda;

Per quanto riguarda le donazioni ricevute da Pipino, se ne impadronirono i vari Re d'Italia, dopo lo smembramento dell'impero carolingio (887). La Santa Sede ne rientrò in possesso solamente dopo lunghe e mirate campagne, non escludendo l'opzione militare, e per la forte iniziativa di alcuni papi, a cominciare da Innocenzo III (1198-1216).

#### Il falso della donazione di Costantino
Nel 774 Carlo Magno confermava la Promissio Carisiaca di Pipino il Breve del 754. Per giustificare il nuovo Stato Pontificio, erede dell'Esarcato di Ravenna, in quegli stessi anni era stata redatta anche la cosiddetta Donazione di Costantino al papa Silvestro I, un documento inventato per favorire il passaggio di sovranità (potere temporale) sullo stesso dall'Impero bizantino al Papato romano, allora contrastato dagli ambasciatori bizantini di Costantino V alla corte del re Pipino di Francia.
Secondo quanto affermato nel documento, l'imperatore romano Costantino il Grande, trasferendosi nella Nuova Roma, già nel 321 avrebbe lasciato a papa Silvestro I e ai suoi successori il dominio esclusivo sulla vecchia Roma, oltre al Palazzo del Laterano (sede patriarcale/papale) e tutte le basiliche romane e pertinenze.
Nel 1440 circa l'umanista Lorenzo Valla, impiegato presso la Corte pontificia, con il suo De falso credita et ementita Constantini donatione dimostrò che il documento era un falso, constatando che il latino in cui era stato scritto aveva caratteristiche diverse, posteriori alla lingua corrente dell'antico Impero romano. Ovviamente i Riformatori tedeschi ne fecero oggetto della loro propaganda antiromana.

## Storia medievale

### Tra impero carolingio e aristocrazia romana

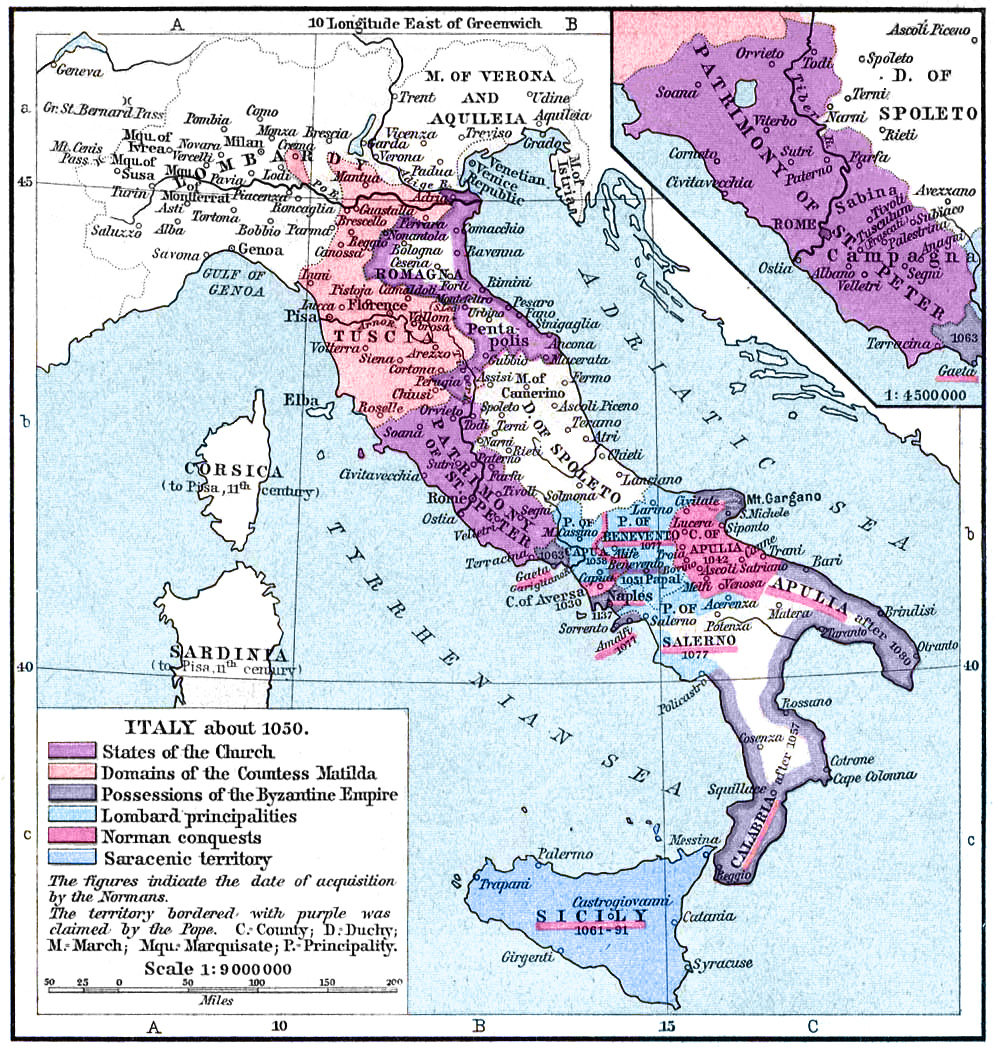
Il patrimonium Sancti Petri alla metà dell'XI secolo

Nell'812 un accordo sancì il riconoscimento da parte dell'imperatore bizantino dell'autorità dell'imperatore franco sull'Occidente. In cambio della rinuncia dell'Impero bizantino a ogni rivendicazione territoriale, Carlo Magno cedette a Costantinopoli il litorale veneto, l'Istria e la Dalmazia.

Nell'anno 824 la sovranità papale sullo Stato della Chiesa e gli stretti vincoli che legavano tale entità politico-territoriale all'Impero franco furono ribaditi e rafforzati mediante la Constitutio romana, emanata dal figlio dell'imperatore carolingio Lotario I nel corso di un suo soggiorno a Roma. Egli cercò di porre un freno alle ingerenze dell'aristocrazia romana nell'amministrazione della giustizia. Lotario, Re d'Italia e figlio dell'imperatore Ludovico il Pio, si pose come arbitro tra le famiglie nobili e la Sede Apostolica: riconobbe all'aristocrazia, erede dell'antico Senato, la potestà municipale, ma pose sopra di essa il pontefice. L'imperatore, riconosciuto come patricius, cioè protettore di Roma, doveva vigilare sull'Urbe affinché regnasse l'ordine. La costituzione infine stabilì il risarcimento dei danni provocati dalle lotte per il potere al fine di prevenirne il ritorno.
Con lo smembramento dell'impero carolingio cadde in disuso anche la Constitutio. Negli anni successivi la Santa Sede cadde in balia dell'aristocrazia romana, che tentò di sottrarre al pontefice il potere temporale (amministrazione della giustizia, governo della città di Roma), che fu temporaneamente conquistato (nel 932) da Alberico, figlio di Marozia, che instaurò in questo periodo nell'Urbe una dittatura. Tale situazione si protrasse per tutto il X secolo.
Un tentativo di uscire da tale difficile situazione fu effettuato da papa Giovanni XII, che nel 960 chiese al re di Germania Ottone I di Sassonia di imporre la propria autorità, come sovrano della maggiore potenza temporale della cristianità, al popolo e all'aristocrazia romani. Ottone I scese in Italia (settembre 961) e fu incoronato imperatore dallo stesso Giovanni XII (2 febbraio 962). I due sovrani ripristinarono di comune accordo la Constitutio romana e stipularono un nuovo patto, il Privilegium Othonis, con il quale l'imperatore prometteva di restituire al pontefice quei territori che gli imperatori carolingi gli avevano donato e poi i Re d'Italia gli avevano sottratto.
Ma con il pretesto della sacra defensio ecclesiae, il Privilegium consentiva anche la diretta intromissione dell'Imperatore negli affari del patrimonium S. Petri e riaffermava la sovranità dell'impero sullo Stato della Chiesa. Il Privilegium fu riconfermato con il Diploma Heinricianum, stipulato il giorno di Pasqua del 1020 tra papa Benedetto VIII (1012–1024) ed Enrico II (1002–1024). Nel 1052 un accordo stipulato fra papa Leone IX e l'imperatore Enrico III a Worms, stabilì l'acquisizione da parte della Santa Sede della città di Benevento, la quale rimase parte dello Stato Pontificio per diversi secoli, fino al 1860. Alla fine del secolo, i Normanni si espansero nell'area adriatica dall'Apulia verso nord fino a conquistare vasti territori della Marca Fermana. Nel 1081 papa Gregorio VII e Roberto il Guiscardo sancirono la fissazione del nuovo confine al fiume Tronto. Tale confine non è più mutato: oggi separa le Marche dall'Abruzzo. Sempre grazie alla riforma del medesimo Gregorio VII (1073-1085), l'indipendenza dello Stato della Chiesa rispetto all'Impero si accrebbe.
Sotto l'impero di Federico Barbarossa (1155-1190), che tentò di intervenire negli affari italiani, nella penisola si creò una divisione politica tra guelfi e ghibellini: i primi sostenevano il primato del papa, i secondi dell'imperatore. Con la pace di Venezia, che nel 1177 pose fine alla prima fase delle guerre tra i due partiti, Federico tra l'altro riconobbe formalmente l'indipendenza dello Stato della Chiesa dalla tutela imperiale.

### Lo Stato della Chiesa nel Basso Medioevo
- Donazioni carolinge
  - Ducato romano (754)[32]

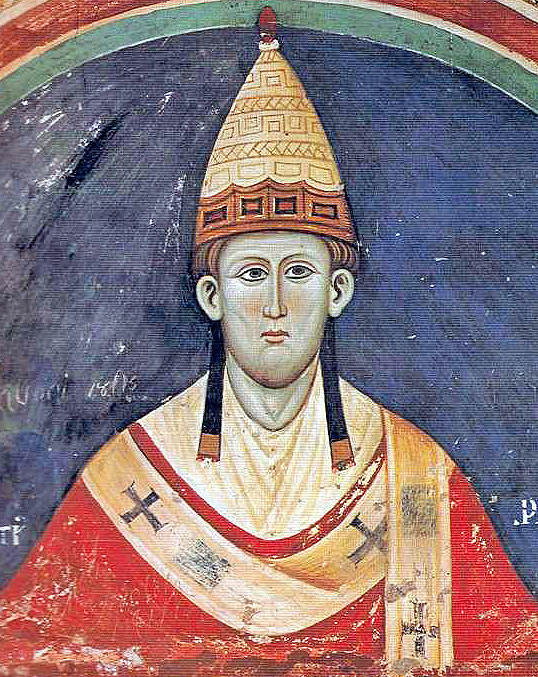
Con Innocenzo III (1198-1216) ebbe inizio la politica di "ricuperazione" del Patrimonio di San Pietro da parte del papato

  - Sabina (dal Tevere fino a Farfa, 781)
- Donazioni successive
  - Benevento (1052)
  - Avignone e Contado Venassino (1229)
- Annessioni
  - Provincia Romandiolæ (1278)
  - Marca Anconitana e Ducato di Spoleto (1278)
  - Umbria (1424)
  - Repubblica di Ancona (1532)
  - Ducato di Castro (1649)
- Devoluzioni
  - Ducato di Ferrara, divenuto legazione (1598)
  - Ducato di Urbino, divenuto legazione (1631)

All'inizio del XIII secolo la Santa Sede esercitava un'effettiva sovranità solamente sul territorio laziale. Gli Stati della Chiesa erano formati dai seguenti territori: a nord di Roma, la Tuscia, ovvero la Toscana romana, e la Sabina; a sud di Roma, la Marittima (il Lazio marittimo) e la Campagna (l'interno). Con Innocenzo III (1198-1216) lo Stato Pontificio cominciò a uscire dal Ducato romano per assumere una nuova fisionomia, interregionale. Il suo pontificato fu caratterizzato dalle ricuperazioni del Patrimonio di San Pietro.
Il Papato e l'Impero, usciti da pochi decenni dalla lunga lotta per le investiture, non avevano ancora definito completamente a livello politico e territoriale i rispettivi poteri. Non era chiaro quali fossero i territori sottoposti al dominio temporale della Santa Sede e quali i territori dell'Impero. L'imperatore Federico I Barbarossa dopo la sconfitta nella battaglia di Legnano (1176), aveva fatto atto di sottomissione alla Chiesa e si era impegnato a restituire alla Sede Apostolica universa regalia et alias possessiones Sancti Petri, che i suoi predecessori avevano sottratto negli anni precedenti. Ma tale atto era rimasto sulla carta. Il 12 luglio 1213 l'imperatore Ottone IV confermò le promesse di restituzione; nel 1219 Federico II di Svevia, in procinto di essere incoronato imperatore, rinnovò la cessione di una parte dell'Italia settentrionale al papa.
Nello stesso periodo sorsero nell'Italia centrale e settentrionale i liberi comuni. Essi acquisirono un potere economico sempre maggiore e cominciarono ad aspirare a una maggiore libertà politica. Lo Stato della Chiesa sostenne la lotta dei comuni contro Federico II al fine di riequilibrare il potere del sovrano germanico. Innocenzo III si pose anche l'obiettivo di rendere effettivi i «diritti concreti legati alla sovranità» che fino ad allora erano stati riconosciuti dagli imperatori soltanto a parole. Il pontefice ottenne da Marcovaldo di Annweiler (il vicario dell'imperatore in Italia) la restituzione alla Santa Sede dei territori dell'ex Esarcato di Ravenna (la Romagna ma non solo: tutti i territori dall'Adige e dal Panaro fino ad Ancona), oltre all'Alta valle del Tevere. In modo simile, i Ducati di Spoleto, Assisi e Sora vennero ripresi al tedesco Corrado di Urslingen. Dopo tali recuperi, il pontefice creò tre nuove province (Marca Anconitana, Ducato di Spoleto e Provincia Romandiolæ), che si unirono alle due preesistenti: Patrimonio di San Pietro e Campagna e Marittima. Il territorio dello Stato della Chiesa risultò dunque costituito da cinque province. Nelle terre recuperate, le città si distinguevano in mediate subiectae e immediate subiectae alla Santa Sede. Le prime si autoamministravano come i feudi, cioè erano governate da un signore, nelle seconde invece era prevista una forma di governo mista: il signore rivestiva la carica di capitano del popolo; la Santa Sede inviava un rettore, il quale era il solo detentore del potere temporale. Spesso la Chiesa manteneva in vita gli organi comunali (Anziani e Consiglio), specialmente dove questi erano radicati, i quali avevano il potere di eleggere il capitano del popolo. Papa Onorio III (1216-1227) proseguì la politica territoriale di Innocenzo III. Ma nel 1230 l'esperimento amministrativo, a ventotto anni dal suo inizio, fu concluso senza successo. Gregorio IX (1227-1241) pertanto decise di inviare funzionari ecclesiastici, i rettori, che risiedessero permanentemente nella provincia e la governassero (o meglio rappresentassero il governo centrale) per un certo numero di anni. Nel 1244 Innocenzo IV nominò il cardinale Raniero Capocci suo rappresentante in tutto lo Stato della Chiesa.
Nella maggior parte delle tre nuove province la sovranità pontificia rimase sulla carta. La Santa Sede dovette continuare l'opera di riconquista dei territori del centro e del nord, impiegando mezzi sia diplomatici sia militari. Nel 1248 l'azione fu coronata da successo grazie alle vittorie nella Pianura Padana dell'esercito guelfo guidato da Ottaviano degli Ubaldini (maggio-giugno 1248). Negli anni seguenti, però, le forze ghibelline ripresero il controllo su Bologna e le città romagnole. Il lungo interregno che seguì la morte dell'imperatore Federico II (durato dal 1250 al 1273), creò in Italia uno stato di incertezza e precarietà. Invece che favorire la Santa Sede, ne limitò l'azione.
In questo periodo la Chiesa dovette fronteggiare la grave minaccia di Federico II di Svevia e del dilagante ghibellinismo dell'Italia centro-settentrionale. La Santa Sede tentò lungamente di tenere loro testa appoggiandosi alle forze guelfe, ma quando si arrivò allo scontro decisivo contro i ghibellini, esse furono gravemente sconfitte (battaglia di Montaperti, 4 settembre 1260). Al papa non restò che ricorrere al sostegno di un principe straniero, il francese Carlo d'Angiò. Questi, disceso in Italia e sconfitti gli Svevi a Benevento (1266), s'insediò incontrastato sul Regno di Sicilia, riconoscendo peraltro su di esso l'alta sovranità della Chiesa.
I territori nella Pianura Padana ritornarono sotto il governo pontificio con i papi Gregorio X (1272-1276) e Niccolò III (1277-1280). Nel 1273 gli incitamenti di Gregorio X affinché fosse eletto un nuovo Re dei Romani furono ascoltati: il 1º ottobre 1273 i principi elettori di Germania elessero il nuovo sovrano, ponendo fine alla lunga vacatio imperii iniziata nel 1250. La scelta cadde per la prima volta su un membro della Casa d'Asburgo, il conte Rodolfo.
Al concilio ecumenico di Lione il cancelliere imperiale, Ottone di Spira, giurò in nome del suo sovrano che i possedimenti della Chiesa di Roma sarebbero rimasti integri, con la rinuncia a qualsiasi rivendicazione sulla Sicilia. Il papa incontrò l'imperatore un anno dopo, a Losanna (tra il 18 e il 21 ottobre 1275). I colloqui ebbero esito positivo e il pontefice invitò il re a Roma per l'incoronazione imperiale. La data venne fissata per il 2 febbraio del 1276, con tanto di consenso al matrimonio di sua figlia Clemenza con Carlo Martello, nipote di Carlo d'Angiò. Rodolfo rinnovò la propria disponibilità, ma i brevi pontificati che si susseguirono negli anni successivi (tre in un anno e mezzo) gli impedirono di ratificare gli accordi.
Papa Niccolò III (1277-1280) riuscì a concludere gli accordi. Innanzitutto chiese che si stabilisse con esattezza scrupolosa, e per iscritto, l'estensione totale dei territori ecclesiastici, elencandone anche tutte le città. La risposta dell'imperatore fu che gli Stati della Chiesa si estendevano da Radicofani (Siena) a Ceprano. Confermava che la Santa Sede vantava diritti sull'ex esarcato di Ravenna, sull'ex Pentapoli bizantina e anche sulla marca di Ancona e il Ducato di Spoleto.
Rodolfo nominò un proprio legato per la Sede apostolica, il frate minore Corrado (Konrad). Egli si recò a Roma, dove sottoscrisse per procura l'atto con cui Rodolfo confermava le promesse fatte a Losanna (4 maggio 1278).
Niccolò III, al fine di fugare ogni dubbio, fece trarre dagli archivi pontifici tutte le pergamene riguardanti le donazioni imperiali alla Santa Sede, dalla più antica, il Privilegium di Ludovico il Pio, fino ai più recenti diplomi di Ottone I ed Enrico II. Poi ne fece fare copia e le spedì a Rodolfo affinché le controfirmasse. Cosa che egli fece, anche se con riluttanza (gli imperatori germanici definivano l'ex Esarcato “orto dell'impero”). Il 30 giugno 1278 a Viterbo, residenza pontificia dell'epoca, il legato tedesco consegnò al papa il diploma con il quale l'imperatore confermava la cessione dei territori promessi. In questo modo Niccolò III ottenne la conferma dell'appartenenza, di diritto, alla Santa Sede dei territori rivendicati.
Il processo di organizzazione unitaria dello Stato fu interrotto a causa del trasferimento della sede pontificia ad Avignone, in Francia (1309-77). Fu il periodo detto della "cattività avignonese". I transalpini monopolizzarono tutti i conclavi, facendo eleggere solo pontefici francesi. Le province dello Stato Pontificio, a causa della lontananza della sede papale, caddero in preda all'anarchia e furono dilaniate dalle lotte interne alle principali famiglie nobiliari romane (ad esempio tra i Colonna e gli Orsini, narrata anche da Giovanni Boccaccio).

### La ricostituzione dello Stato dopo Avignone

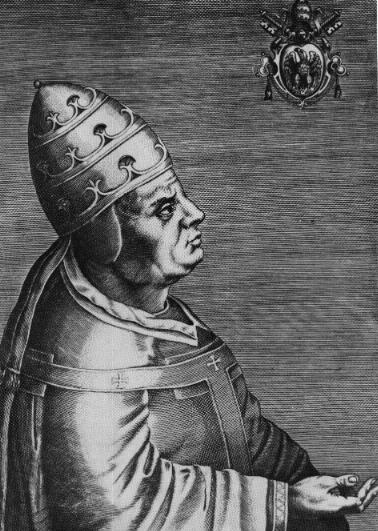
Urbano VI (1378-1389).

Durante la cattività avignonese il papato perse il controllo di gran parte dei propri territori. Lo Stato Pontificio si frazionò in una serie di potentati locali. Nel 1353 Innocenzo VI, anche in previsione del possibile ritorno del papato nella sede di Roma, incaricò il cardinale spagnolo Egidio Albornoz di restaurare l'autorità papale nei territori della Chiesa in Italia. Con la Bolla del 30 giugno 1353 gli furono conferiti poteri straordinari (vicario generale terrarum et provinciarum Romane Ecclesie in Italiane partibus citra Regnum Siciliae).
L'Albornoz riuscì nell'impresa sia con la diplomazia sia con le armi. Il cardinale intraprese una serie di campagne, che si prolungarono per alcuni anni. Trascorse il primo anno in Lazio e Umbria (Spoleto). Successivamente si diresse verso il nord, dove attaccò l'egemonia dei Montefeltro di Urbino e dei Malatesta di Rimini. Dopo aver preso possesso dei loro castelli, il cardinale consentì alle famiglie di rimanere in città: per esse fu istituita la nuova carica di vicario apostolico in temporalibus. La stessa intesa fu raggiunta coi Da Polenta di Ravenna e gli Alidosi di Imola. Gli Ordelaffi, che comandavano su Forlì e Faenza, invece si rifiutarono di accordarsi con la Santa Sede. Questi ultimi furono piegati solo quando papa Innocenzo VI proclamò una crociata contro i Forlivesi. La crociata durò dal 1355-56 fino al 1359, quando si giunse a un compromesso: Forlì ritornò alle dirette dipendenze pontificie. Forlimpopoli e Castrocaro rimasero all'Ordelaffi, che le governava a titolo di vicario pontificio. Al termine della campagna, l'Albornoz fissò la propria sede a Forlì, dimostrando, anche simbolicamente, che le operazioni di riaffermazione dell'autorità pontificia sui territori della Chiesa si erano positivamente concluse.
Al Nord, solo Bologna rimaneva indipendente. Il recupero dei possedimenti nelle Marche e nella Pianura Padana fu fondamentale poiché gran parte del reddito che alimentava le finanze papali proveniva da questi territori. Solo con la ricostituzione di tali possedimenti sarebbe stato possibile il ritorno del papato a Roma. Una volta ricostituita l'unità dello Stato della Chiesa, il cardinale Albornoz creò un'amministrazione basata sul decentramento provinciale, codificata nel 1357 nelle cosiddette Costituzioni egidiane. Il modello organizzativo introdotto da Albornoz fu successivamente ripreso e adottato dagli altri Stati italiani. Lo Stato risultava suddiviso nelle seguenti province:
- Patrimonii S. Petri in Tuscia[46], con sede rettorale a Montefiascone;
- Provincia Marittimæ[47] con sede a Velletri;
- Provincia Campaniæ[48] con sede, probabilmente, a Ferentino;
- Provincia Ducatus Spoletani[49], con sede a Spoleto;
- Provincia Marchiæ Anconæ, con sede a Macerata;
- Provincia Romandiolæ[50], con sede a Faenza o a Cesena[51].

Le province erano finanziariamente autosufficienti; Roma esercitava solo un coordinamento. La suprema autorità di ogni singola provincia era il Legato pontificio, il quale operava con pieni poteri in nome del pontefice. Il legato governava insieme al Rettore. La fisionomia territoriale delle diverse province rimase incerta a lungo. Solo con papa Pio IV (1559-1565) si ebbe una certa e determinata individuazione di ciascuna provincia.
Intanto il periodo di cattività avignonese volgeva al termine. Nel 1367 Urbano V fece ingresso a Roma, ma ci rimase solo tre anni, poiché nel 1370 fece ritorno ad Avignone, dove morì nello stesso anno. Nel 1378, morto Gregorio XI, i cardinali riuniti in conclave, sotto le pressioni insistenti dei romani, elessero papa Urbano VI, un italiano che, a differenza dei suoi predecessori, restò in città. I francesi, non volendo perdere il proprio controllo sul pontefice, dichiararono l'elezione nulla, adducendo come prova le pressioni esercitate dalla folla sui cardinali. Alcuni cardinali abbandonarono Roma e si riunirono in una città situata oltre il confine dello Stato, Fondi. Qui elessero un antipapa, Clemente VII (1378-1394). Fu l'inizio del grande Scisma d'Occidente.
Dopo il concilio di Costanza (1418), che mise fine allo scisma, il papa assunse sempre di più la duplice veste di capo della Chiesa universale e monarca assoluto dello Stato della Chiesa. Nei decenni successivi nacquero degli organismi per aiutare il pontefice nel disbrigo degli affari interni e nei rapporti con l'esterno: papa Martino V (1417-31) istituì la Camera Secreta per la trattazione dei rapporti diplomatici; nel 1487 papa Innocenzo VIII fondò la Secreteria Apostolica per la corrispondenza ufficiale in lingua latina. Si trattava di una commissione composta da 24 cardinali, coordinati da un cardinale Secretarius Domesticus. All'inizio del XVI secolo Leone X istituì l'ufficio del Secretarius Intimus, al quale fu affidata la corrispondenza pontificia in lingua italiana (il primo a ricoprire questo incarico fu Pietro Ardighello). Infine, un cardinale esperto di questioni politiche assunse la direzione pratica degli affari di Stato (il primo fu Giulio de' Medici). Prese così fisionomia la Segreteria di Stato della Santa Sede.

## Storia moderna

### Il Cinquecento e il Seicento

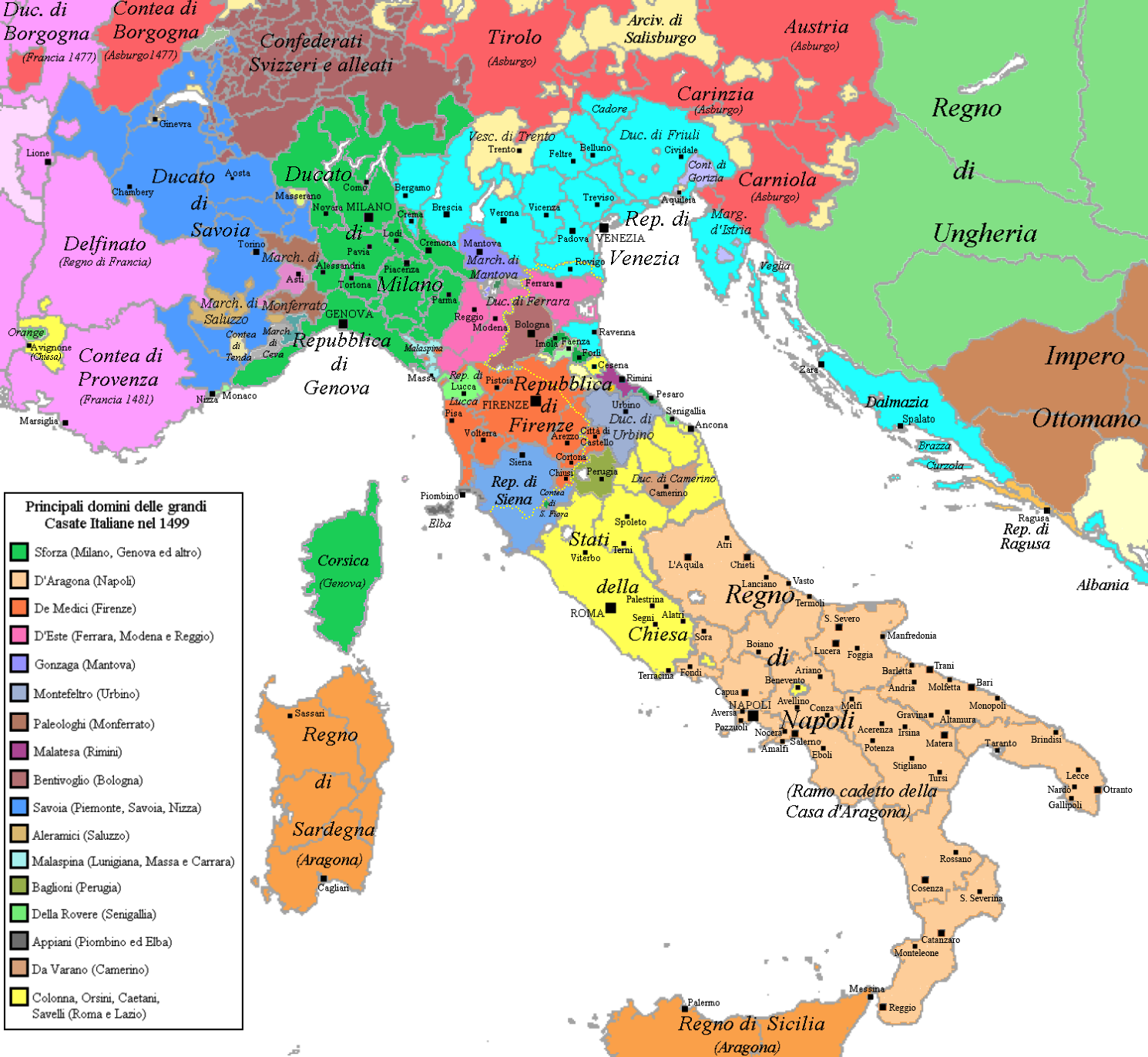
Estensione dello Stato Pontificio (colore giallo) nel 1499

#### Da dominio teorico a dominio effettivo
Alla metà del XV secolo si avviò un processo di trasformazione che si concluse alla metà del XVII secolo. Lo Stato Pontificio, da entità territoriale disaggregata, divenne uno Stato accentrato, assumendo le stesse caratteristiche degli altri Stati italiani ed europei. In particolare, la nuova organizzazione dello Stato riguardò:
- Consolidamento delle frontiere;
- Centralizzazione del controllo del territorio (politica antifeudale);
- Burocrazia centralizzata (con dicasteri centrali a Roma e organi decentrati nelle province);
- Creazione di un moderno sistema d'imposte;
- Creazione di un sistema di annona, di trasporti e di posta.
- Creazione di un sistema di debito pubblico.

Tale trasformazione coinvolse anche lo stesso pontefice che, in ragione del peso crescente dello Stato temporale, assunse il duplice ruolo di papa-re, e il collegio cardinalizio, che vide diminuire le proprie prerogative di fronte al pontefice, sovrano assoluto, fino a svolgere la sola funzione della scelta del nuovo successore di Pietro.
Espansione territoriale e consolidamento dei confini
Negli ultimi anni del XV secolo la politica dello Stato Pontificio si orientò sempre più nettamente verso la cura dei propri possedimenti nell'Italia settentrionale, dando l'avvio, a partire dal pontificato di Alessandro VI (1492-1503) a una serie di campagne militari atte soprattutto a sottomettere Bologna e le ultime città romagnole. Ai primi del Cinquecento Giulio II completò la riconquista dei territori settentrionali dello Stato:
- 1499-1500: la Romagna (esclusa Ravenna)[54];
- 1506: Bologna.

Nel 1506 Giulio II effettuò un viaggio nei territori riconquistati. Fu il primo viaggio di un papa nella veste di Capo di Stato. Nel 1508 il pontefice fu invitato ad aderire alla Lega di Cambrai, un'alleanza internazionale che coinvolgeva le maggiori potenze europee contro la Repubblica di Venezia. Giulio II aderì alla Lega allo scopo di recuperare la sovranità pontificia sulle città occupate dai Veneziani in Romagna: Ravenna, Cervia, Rimini, Faenza e Forlì. Venezia, sconfitta, dovette arrendersi (1510). Riottenute le città rivendicate, Giulio II si alleò con Venezia in chiave anti-estense: nel luglio-agosto 1510 l'esercito pontificio occupò tutte le località romagnole del Ducato di Ferrara.
Nel 1511 venne formata su iniziativa di Giulio II un'alleanza contro la Francia. La Lega Santa aveva l'obiettivo di contrastare le mire espansionistiche di Luigi XII e di "liberare l'Italia", ovvero di porre fine all'occupazione francese del Ducato di Milano. L'11 aprile 1512 l'alleanza subì una clamorosa sconfitta nella battaglia di Ravenna, ma l'anno seguente ebbe la sua rivincita costringendo i francesi ad abbandonare Milano e la Lombardia. Nel corso di questo conflitto Giulio II aveva annesso Parma e Piacenza (che in futuro diventeranno un Ducato dei Farnese) allo Stato Pontificio. Aveva anche ottenuto che il Regno di Napoli fosse riconosciuto come feudo papale da Ferdinando D'Aragona, e pianificava una congiura per scacciare gli Spagnoli dal Mezzogiorno. Giulio II poté proclamare la libertà d'Italia e la centralitá dello Stato Pontificio nella penisola al Congresso di Mantova del 1512. Tuttavia la sua morte l'anno successivo vanificò i suoi ulteriori progetti.
Con il pontificato di Pio IV (1559-1565) si raggiunsero insieme due obiettivi: una certa e determinata suddivisione territoriale e la fine del grande nepotismo. Rafforzata al proprio interno, per circa un secolo la Santa Sede si impose come uno dei grandi protagonisti della politica italiana del tempo. A partire dagli anni trenta del XVI secolo lo Stato della Chiesa si estese e consolidò notevolmente, raggiungendo attorno alla metà del secolo successivo la sua massima estensione: oltre 44 000 km2.

Fra le Signorie e gli Stati passati da una condizione di blando vassallaggio (ma in realtà semi-indipendenti) a un vero e proprio assorbimento all'interno dello Stato Pontificio vi furono, fra il Cinquecento e Seicento, i seguenti:
- 1532: ha fine la Repubblica di Ancona. La città viene posta sotto il diretto dominio della Chiesa da papa Clemente VII con un'abile manovra;[56]
- 1540: la città di Perugia vede terminare la sua autonomia a seguito della sfortunata guerra contro Paolo III Farnese;
- 1598: il Ducato di Ferrara è devoluto alla Santa Sede in seguito all'esaurimento della linea dinastica degli Estensi;[57]
- 1631: il Ducato di Urbino vede la fine della sua secolare autonomia a causa della mancanza di discendenti del duca Francesco Maria II Della Rovere;
- 1649: il Ducato di Castro è l'ultimo a scomparire; era stato un vero e proprio Stato nello Stato costituitosi all'epoca di Paolo III Farnese (1534-1549).

Amministrazione dello Stato
Nel periodo considerato si verifica il rovesciamento del rapporto tra donazioni alla cattedra di Pietro ed entrate tributarie dello Stato. Se prima le entrate dello Stato erano abbastanza trascurabili rispetto a quelle destinate alla Chiesa universale, divennero ora uno dei pilastri fondamentali della finanza pontificia
Lo sforzo maggiore fu compiuto nell'uniformazione delle leggi. Dalla metà del XV secolo furono emanate una serie di disposizioni volte a smantellare le basi giuridiche del feudalesimo. L'azione coerente dei papi fu volta a imporre la superiorità gerarchica della legislazione statale su quella locale. I principali provvedimenti furono:
- Ambitiosae cupiditatis di Paolo II (1º marzo 1467);[60]
- Decet Romanum Pontificem di Innocenzo VIII (7 maggio 1492)
- Gli interventi di Clemente VII contro la feudalità del contado bolognese;
- Admonet nos di Pio V (29 marzo 1567, meglio conosciuta come de non infeudando);[61]
- La bolla del 1580 di Gregorio XIII sulla revisione dei titoli feudali;
- Il breve di Urbano VIII del 17 maggio 1639.

Con tali strumenti giuridici la Santa Sede manifestò l'estendersi del proprio potere a spese dei poteri locali. Nonostante il loro estendersi su un ampio arco di tempo, la ratio che li ispirò era univoca: gli statuti locali preesistenti non possono mettersi in contrasto con i diritti della Chiesa e soprattutto con le norme del diritto canonico.

I provvedimenti colpirono la vecchia nobiltà feudale, accelerando il processo già in atto della sua sostituzione con la nuova aristocrazia terriera, in gran parte composta da patriziati di origine comunale. Nel nuovo ordine giuridico emerso nel XVII secolo non c'era più spazio per il diritto feudale, sostituito ormai dal diritto proprietario
Organi di governo centrale
Il processo di riforme interessò da vicino anche il collegio cardinalizio. Fino al XV secolo era considerato il "Senato" dello Stato della Chiesa. Il pontefice doveva consultarlo prima di prendere importanti decisioni. Ma da Pio II (1458-1464) in poi venne progressivamente svuotato delle sue competenze: da autonomo centro di potere, che poteva far tremare il papa quando gli si opponeva, rimase unicamente come corpo elettorale del pontefice. Parallelamente acquisirono importanza le congregazioni. Nate dapprima come commissioni temporanee interne al concistoro per l'esame di problemi contingenti, si distaccarono a poco a poco dal collegio cardinalizio per divenire gli organi centrali di collegamento tra politica e amministrazione. Inizialmente le congregazioni erano temporanee con compiti circoscritti: esse dovevano risolvere le questioni minori e preparare quelle maggiori in vista della loro discussione nel concistoro. Successivamente nacquero le prime congregazioni permanenti (la prima in assoluto fu l'Inquisizione, fondata nel 1542) a cui il papa affidò in esclusiva determinate materie, sottraendole al collegio cardinalizio. Le congregazioni raggiunsero la loro fisionomia definitiva come dicasteri, assumendo cioè la direzione delle varie branche dell'amministrazione dello Stato Pontificio. In pochi decenni quasi tutta l'attività del governo spirituale e temporale dei papi passò attraverso le congregazioni cardinalizie e non fu più mediata dalla consultazione del concistoro. Sisto V portò a maturazione il processo di trasformazione già in atto: con la costituzione apostolica Immensa Aeterni Dei (1588) le congregazioni vennero costituite in sistema di governo.

#### Suddivisione amministrativa
Lo Stato Pontificio aveva ereditato dal Medioevo la tradizionale divisione territoriale in cinque province (Campaniae e Marittimae si possono considerare una sola provincia). La fisionomia politica e territoriale delle diverse province rimase incerta a lungo.
Solo con papa Paolo III (1534-1549) la Provincia conobbe una prima e completa sistemazione giuridico-amministrativa, con la raccolta di leggi e decreti (Constitutiones) promulgata da monsignor Gregorio Magalotti nel 1536. Si prescrissero i compiti del presidente e dei suoi funzionari, nonché quelli dei governatori delle singole città. Il governatore locale fu il principale ministro della Legazione sul territorio.
Nel XVII secolo gli Stati della Chiesa erano costituiti da una serie di entità amministrative autonome, distinte in Legazioni, Territori, Paesi titolati e governatorati. Ecco come apparve la suddivisione amministrativa comparata con quella del XVI secolo:
| Suddivisioni amministrative dello Stato Pontificio tra XVI e XVII secolo | Suddivisioni amministrative dello Stato Pontificio tra XVI e XVII secolo | Suddivisioni amministrative dello Stato Pontificio tra XVI e XVII secolo | Suddivisioni amministrative dello Stato Pontificio tra XVI e XVII secolo | Suddivisioni amministrative dello Stato Pontificio tra XVI e XVII secolo | Suddivisioni amministrative dello Stato Pontificio tra XVI e XVII secolo |
| Fino al XVI secolo                                                       | Fino al XVI secolo                                                       | Fino al XVI secolo                                                       | Dalla metà del XVII secolo                                               | Dalla metà del XVII secolo                                               | Dalla metà del XVII secolo                                               |
| Classificazione                                                          | Nome                                                                     | Massima carica                                                           | Classificazione                                                          | Nome                                                                     | Massima carica                                                           |
| ------------------------------------------------------------------------ | ------------------------------------------------------------------------ | ------------------------------------------------------------------------ | ------------------------------------------------------------------------ | ------------------------------------------------------------------------ | ------------------------------------------------------------------------ |
| Legazione                                                                | Patrimonio di S. Pietro                                                  | Legato (a Viterbo)                                                       | Territorio                                                               | Patrimonio di S. Pietro                                                  | Governatore (a Viterbo)                                                  |
| Legazione                                                                | Campagna e Marittima                                                     | Legato                                                                   | Territorio                                                               | Campagna e Marittima                                                     | Governatore                                                              |
| Legazione                                                                | Perugia e Umbria                                                         | Legato                                                                   | Paese titolato Territorio Governatorato Territorio                       | Spoleto Perugia Orvieto Città di Castello Sabina                         | Governatore                                                              |
|                                                                          |                                                                          |                                                                          | Legazione                                                                | Urbino                                                                   | Legato (dal 1631)                                                        |
| Legazione                                                                | Marca Anconitana                                                         | Legato                                                                   | Paese titolato Stato                                                     | Fermo Ancona e Macerata Camerino Jesi Fano Montefeltro                   | Card. delegato Governatori Card. delegato Governatore Rettore            |
| Legazione                                                                | Romagna                                                                  | Legato (a Ravenna)                                                       | Legazione                                                                | Romagna                                                                  | Legato (a Ravenna)                                                       |
| Legazione                                                                | Bologna                                                                  | Legato                                                                   | Legazione                                                                | Bologna                                                                  | Legato                                                                   |
|                                                                          |                                                                          |                                                                          | Legazione                                                                | Ferrara                                                                  | Legato (dal 1598)                                                        |
| Feudi                                                                    |                                                                          |                                                                          |                                                                          |                                                                          |                                                                          |
| Ducato di Castro                                                         | Ducato di Castro                                                         | Castro                                                                   | Castro                                                                   | Duca                                                                     | Duca                                                                     |
| Exclavi                                                                  |                                                                          |                                                                          |                                                                          |                                                                          |                                                                          |
| Nel Regno di Napoli                                                      | Nel Regno di Napoli                                                      | Benevento                                                                | Benevento                                                                | Governatore                                                              | Governatore                                                              |
| Nel Regno di Napoli                                                      | Nel Regno di Napoli                                                      | Pontecorvo                                                               | Pontecorvo                                                               | Governatore                                                              | Governatore                                                              |
| Nel Regno di Francia                                                     | Nel Regno di Francia                                                     | Avignone e Contado Venassino                                             | Avignone e Contado Venassino                                             | Ad Avignone: legato Nel Contado Venassino: rettore                       | Ad Avignone: legato Nel Contado Venassino: rettore                       |

Il governo della Santa Sede, se da un lato operò per lenire, soprattutto nella generale crisi che colpì il mondo mediterraneo e centroeuropeo, a partire dal 1620 circa, le sofferenze delle classi più umili attraverso la creazione di una serie di istituzioni benefiche (fra cui i primi Monti di Pietà apparsi in Europa, ospedali pubblici, mense per poveri, ecc.), dall'altro non riuscì a rinnovarsi e modernizzarsi in forma soddisfacente allorquando si ebbe, nella prima metà del Settecento, in Italia e in altri Paesi, una generale ripresa economica e culturale. Fino almeno allo scoppio della Rivoluzione francese (1789), lo Stato Pontificio godé tuttavia di un moderato consenso popolare e di un fermo appoggio da parte delle sue classi dirigenti, grazie anche al sostegno di una borghesia di estrazione non mercantile, legata all'apparato burocratico dello Stato, e a quello della nobiltà locale, ricompensata con feudi, prebende e, in alcuni casi, anche con l'ascesa al soglio pontificio di alcuni fra i suoi rappresentanti più influenti.
| Carica                                                        | Territori amministrati |
| ------------------------------------------------------------- | --- |
| Legato pontificio                                             | Patrimonio (Viterbo), Campagna e Marittima, Perugia e Umbria, Urbino, Marche, Romagna, Bologna, Ferrara e Avignone. Dopo la seconda metà del XVII secolo le legazioni continuarono a esistere solo al Nord. |
| Prelato di Curia romana                                       | In Umbria i governi di prelati erano: Città di Castello, Norcia, Orvieto e Spoleto. |
| Alternanza tra prelato di Curia e “Dottori” (laici) o “abati” | In Umbria: Narni, Todi, Terni e Foligno. |
| “Dottori” laici                                               | “Dottori” (laici) o “abati” nominati con breve apostolico. In Umbria: Assisi, Città della Pieve, Nocera, Ferentino.                                                                                         |
| “Dottori” laici                                               | “Dottori” (laici) o “abati” nominati con una patente dalla Sacra Consulta. |

### Le riforme del XVIII secolo
Nella prima metà del Settecento si ebbe, in Italia e in altri Paesi, una generale ripresa economica e culturale. Alcuni papi avviarono una serie di riforme, sia sociali sia economiche. I primi tentativi, volti a migliorare la condizioni di vita dei sudditi e a rilanciare l'economia, ebbero però esito negativo. Clemente XI istituì nel 1701 una «Congregazione del sollievo», che mise a punto un programma economico e sociale che prevedeva il frazionamento dei latifondi, l'istruzione agraria, il miglioramento delle condizioni igieniche dei lavoratori, l'organizzazione del credito agrario, il miglioramento delle comunicazioni e del commercio. I proprietari terrieri si opposero fermamente alle riforme e il piano naufragò. Nel 1715 il pontefice sciolse la Congregazione.
Fu portata a termine con esito positivo, invece, la nuova ripartizione del territorio dello Stato. La riforma comportò la creazione di nuove province e la riorganizzazione delle varie circoscrizioni su basi territoriali più omogenee. Si voleva in tal modo effettuare un controllo più efficace del territorio e attenuare gli effetti negativi dei tanti privilegi (sia aristocratici sia comunali) che impedivano il corretto funzionamento della macchina statale.

La nuova e più articolata ripartizione territoriale prevedeva:
- Dodici province: Lazio, Patrimonio di San Pietro, Campagna e Marittima, Sabina, Ducato di Spoleto, Umbria, Marca di Ancona, Montefeltro, Urbino, Bologna, Romagna e Ferrara
- Una legazione extra-territoriale: Avignone
- Una contea: Contado Venassino
- Due territori dipendenti: Benevento e Pontecorvo.

Nella seconda metà del secolo furono avviate nuove riforme in campo economico. Papa Pio VI (1775-1799), mise mano a un programma di riassetto delle finanze che si concretizzò nella semplificazione delle imposte e nella creazione di un primo catasto, detto "catasto piano" (1777). Inoltre, cercò di rendere più efficace il controllo fiscale sulle Legazioni istituendo una Camera dei conti in ciascuna di esse. Nel 1786 il pontefice eliminò le dogane interne (rimasero in attività solamente quelle dei centri più importanti: Bologna, Ferrara, Benevento e Avignone), rafforzando nel contempo il controllo sulle merci in circolazione all'interno dello Stato, con l'istituzione di ottanta nuovi uffici di frontiera. Infine il pontefice promosse la bonifica delle paludi pontine. Secondo i suoi intenti, la bonifica avrebbe permesso l'avvio di nuove coltivazioni, con un effetto benefico sull'occupazione e sulla produzione, ma le nuove terre finirono in mano ai grandi proprietari assenteisti, che fecero fallire il progetto.

### La parentesi napoleonica
L'invasione napoleonica sconvolse gli equilibri settecenteschi italiani e lo Stato Pontificio rischiò di scomparire definitivamente. Il 12 giugno 1796 una divisione dell'esercito francese guidata dal generale Pierre Augereau invase i territori pontifici dalla Lombardia. In pochi giorni i francesi entrarono a Bologna (presa il 19 senza colpo ferire), Ferrara e Ravenna. Il 23 giugno fu firmato a Bologna un penalizzante armistizio. Nel giugno 1797, con il trattato di Tolentino, Bologna, Ferrara e la Romagna furono annesse alla neonata Repubblica Cisalpina. Napoleone inoltre fece riconoscere da papa Pio VI la cessione alla Francia di Avignone e del Contado Venassino (già occupati alcuni anni prima in età rivoluzionaria). Nei mesi successivi, le truppe napoleoniche irruppero a Roma, tra eccidi e saccheggi di edifici statali e privati.
Nel febbraio 1798 venne proclamata l'effimera Repubblica, storicamente conosciuta come Repubblica Romana, strettamente legata alla Francia. Per la prima volta dal 1309, Roma non era più capitale dello Stato della Chiesa. Papa Pio VI fu arrestato e esiliato; morì prigioniero in Francia il 29 agosto 1799. In settembre cadde definitivamente, dopo alterne vicende, la Repubblica Romana con l'occupazione di Roma da parte dell'esercito borbonico (che già si era impossessato della città per alcuni giorni nel novembre-dicembre del 1798). Gli austriaci occuparono le Legazioni e le Marche, gli inglesi sbarcarono a Civitavecchia cacciando i francesi, poi instaurarono in varie città amministrazioni militari. A Roma, in attesa della nomina del nuovo pontefice, il generale napoletano che guidò la liberazione della città, Diego Naselli, assunse le funzioni di «comandante militare e politico dello Stato romano» e istituì una Suprema giunta di governo, composta da quattro persone, per dirigere e coordinare le magistrature romane. Nelle regioni occupate dalle truppe imperiali l'Austria costituì un governo generale denominato «Cesarea regia provvisoria reggenza di Stato». Anche in questo caso furono ripristinate magistrature e legislazione pontificie. Il 22 giugno 1800 Roma fu riconsegnata al governo pontificio. Entro quattro giorni cessò l'amministrazione provvisoria nelle Marche e nelle Legazioni.

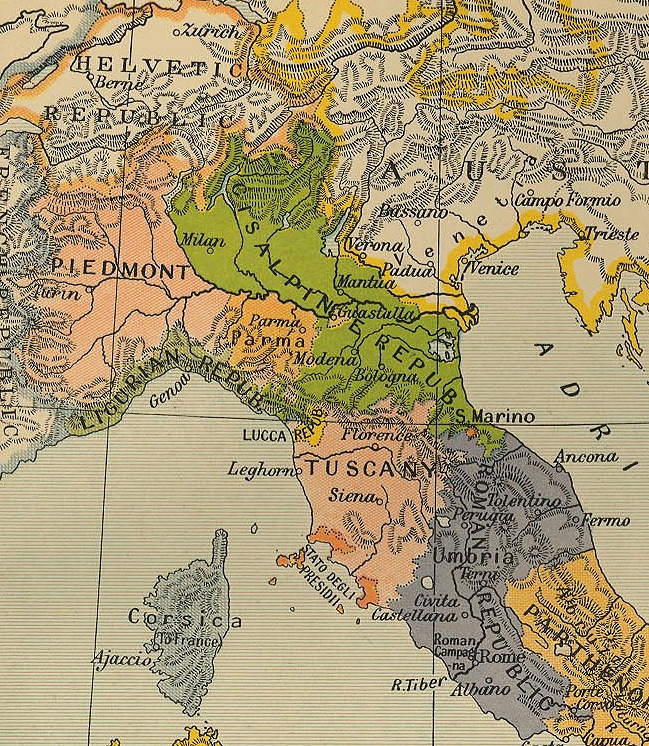
La Repubblica romana sostituisce lo Stato Pontificio (1799)

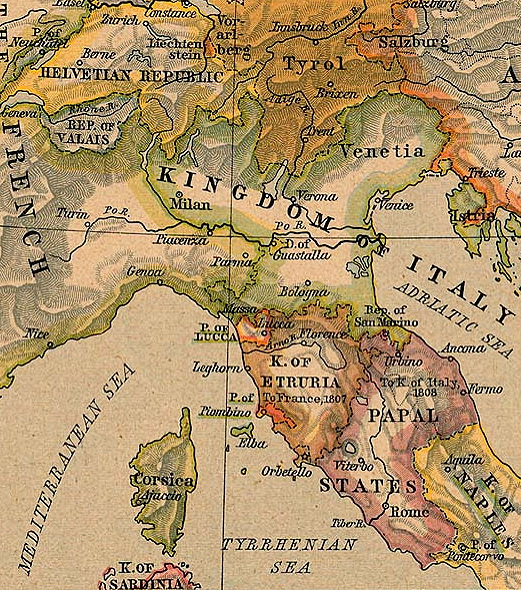
Lo Stato della Chiesa (in inglese Papal States) e gli Stati vicini in epoca napoleonica (1806)

Il nuovo pontefice giunse nella città eterna in luglio. Papa Pio VII impose fin da subito misure radicali e senza precedenti per sopperire alle difficoltà economiche generali, anche a causa delle devastazioni dell'invasione francese: in particolare liberalizzò il commercio e il prezzo delle granaglie all'interno dello Stato con il motu proprio Le più colte del 1801. Tuttavia il 14 giugno 1800 Napoleone sconfisse a Marengo l'esercito della Seconda coalizione e rifondò la Repubblica Cisalpina. Le legazioni di Bologna, Ferrara e della Romagna furono nuovamente sottratte alla Santa Sede. Nel 1805 esse furono inglobate nel neonato Regno d'Italia. I francesi organizzarono l'amministrazione in bureaux sotto il controllo degli occupanti: i documenti pubblici iniziarono a essere emessi nelle due lingue italiano e francese. In questo frangente, furono approvate nuove misure d'emergenza per raggiungere il pareggio del bilancio statale.
Nel novembre 1807 furono nuovamente occupate le province di Urbino, Macerata, Fermo e Spoleto. Pio VII protestò ufficialmente, ma non bastò: nell'aprile del 1808 le province occupate vennero annesse al Regno d'Italia. Tra il gennaio e il febbraio 1809 furono occupate il Lazio e l'Umbria a nord di Spoleto. Il 2 febbraio i francesi entrarono a Roma. Il 17 maggio Napoleone decretò la soppressione del potere temporale, annettendo Umbria e Lazio all'Impero francese. Lo stesso Pio VII fu arrestato (6 luglio 1809) e deportato oltralpe. La sua prigionia in Francia si protrasse fino al 1814.
Dopo la caduta di Napoleone a Lipsia (battaglia di Lipsia), i territori occupati dai francesi furono restituiti alla Santa Sede (24 gennaio 1814). Allo Stato Pontificio non furono restituite solamente l'exclave del Contado Venassino (sottratta nel 1791) e l’Oltrepò ferrarese.
Repubbliche sorelle della Francia costituite nel territorio pontificio:
| Denominazione                                 | Capitale           | Creazione        | Cessazione                           |
| --------------------------------------------- | ------------------ | ---------------- | ------------------------------------ |
| Repubblica Cispadana poi Repubblica Cisalpina | Bologna poi Milano | giugno 1796      | 29 aprile 1799                       |
| Repubblica Anconitana                         | Ancona             | 19 novembre 1797 | confluenza nella «Repubblica Romana» |
| Repubblica Tiberina                           | Perugia            | 4 febbraio 1798  | confluenza nella «Repubblica Romana» |
| Repubblica Romana                             | Roma               | 15 febbraio 1798 | 30 settembre 1799                    |

Dipartimenti della Repubblica Cisalpina (1801), della Repubblica Italiana (1802) e quindi del Regno d'Italia (1805-1814) costituiti nel territorio pontificio:
| Denominazione             | Capitale | Creazione      | Cessazione     |
| ------------------------- | -------- | -------------- | -------------- |
| Dipartimento del Reno     | Bologna  | 13 maggio 1801 | 25 maggio 1814 |
| Dipartimento del Basso Po | Ferrara  | 1801           | idem           |
| Dipartimento del Rubicone | Forlì    | 1801           | idem           |
| Dipartimento del Metauro  | Ancona   | 11 maggio 1808 | idem           |
| Dipartimento del Musone   | Macerata | 11 maggio 1808 | idem           |
| Dipartimento del Tronto   | Fermo    | 11 maggio 1808 | idem           |

Dipartimenti del Primo Impero Francese (1804-1814) costituiti nel territorio pontificio:
| Denominazione              | Capitale | Creazione      | Cessazione      |
| -------------------------- | -------- | -------------- | --------------- |
| Dipartimento del Trasimeno | Spoleto  | 15 luglio 1809 | 24 gennaio 1814 |
| Dipartimento di Roma       | Roma     | 15 luglio 1809 | idem            |

## Età contemporanea

### La Restaurazione

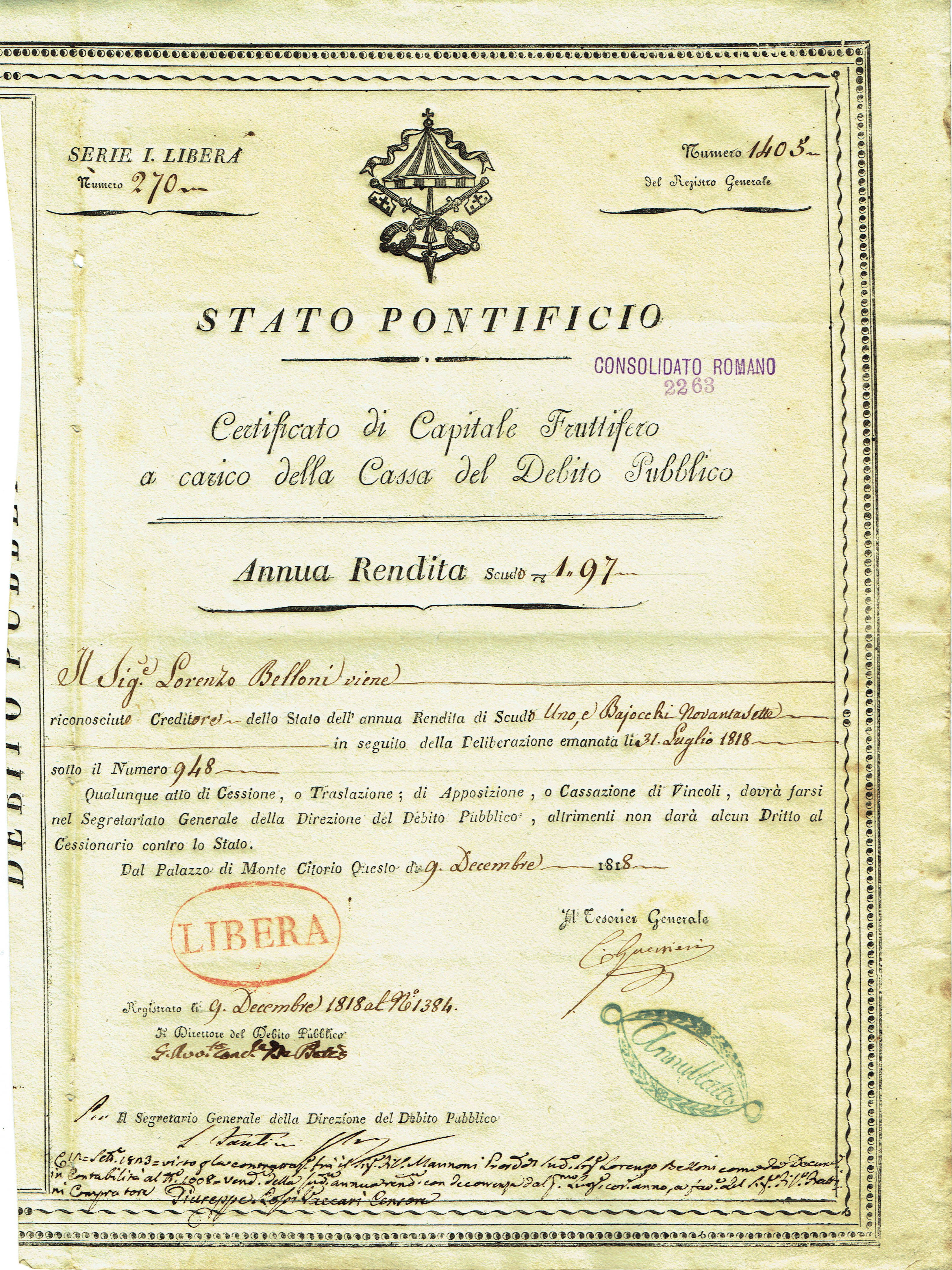
Certificato nominativo di rendita annua di uno scudo e novantasette bajocchi (9 dicembre 1818)

Ritornato nella pienezza dei suoi poteri, papa Pio VII elaborò una nuova suddivisione amministrativa dello Stato Pontificio tramite il motu proprio «Quando per ammirabile disposizione» del 6 luglio 1816: con questo atto, infatti, il territorio fu ripartito in province, distinte in due classi: legazioni e delegazioni.

### I tentativi riformistici di Pio VII
Fin dal suo insediamento sul trono pontificio (1800), Pio VII tentò di avviare la modernizzazione dello Stato, spesso ispirandosi al modello francese e ricercando un compromesso tra il potere papale assoluto e le richieste riformistiche ormai diffuse in tutta Europa. Il pontefice cercò così di contenere moti e sommosse tipici del periodo post-rivoluzionario. Pio VII, che già prima dell'elezione aveva dichiarato la Chiesa non incompatibile con la democrazia, già nel primo anno di regno emanò il motu proprio Le più colte che ordinava la liberalizzazione del settore agrario e di alcune antiche corporazioni. Il motu proprio rispondeva a un duplice obiettivo: venire incontro alle esigenze materiali della popolazione, immiserita dagli anni dell'occupazione francese, e accogliere le istanze liberali che si stavano rapidamente diffondendo in tutta Europa.
Un'ulteriore occasione di apertura, questa volta in ambito scientifico, si presentò nel secondo periodo del papato di Pio VII, ossia con il ritorno a Roma al termine della prigionia francese (1809-1814). Pio VII accolse infatti l'appello del professore di matematica Giuseppe Settele alla pubblicazione del suo saggio di astronomia che trattava la teoria eliocentrica di Niccolò Copernico in termini di verità scientifica accettata e non come mera ipotesi. Superando le resistenze alla pubblicazione da parte del cardinale Filippo Anfossi, veniva così smentita la posizione tradizionalmente conservatrice che il Sant'Ufficio aveva assunto su questa materia fin dall'epoca di Galileo. L'imprimatur al trattato di Settele fu concesso nel 1820. Due anni dopo Pio VII avallò formalmente la libertà di trattare nelle pubblicazioni il modello copernicano come verità scientifica accettata, cosa che peraltro avveniva in ambito cristiano già nel secolo precedente.
Altre riforme di Pio VII poterono contare sull'importante collaborazione del Segretario di Stato Ercole Consalvi. Nel 1815 il pontefice promosse l'istituzione della prima cattedra universitaria di clinica chirurgica presso l'Università La Sapienza nell'antico nosocomio di San Giacomo in Augusta, affidandone la direzione a Giuseppe Sisco. Nel 1816 con il motu proprio Quando per ammirabile disposizione fu consentita la costituzione a Roma di un'università per ingegneri, sul modello di quella francese, con il fine della supervisione delle strade e delle opere civili. Con lo stesso motu proprio fu promossa la riforma del catasto (da quel momento noto come Catasto Piano-Gregoriano) per rendere più efficace la tassazione soprattutto dei possedimenti agricoli. Infine, il mercato agricolo fu spostato dal Campo Vaccino, sede dell'antico foro romano: l'intento era quello di conservare e tutelare l'area. Tale iniziativa denotava l'inizio dell'interesse per le vestigia del passato classico, con i primi scavi archeologici sistematici con Carlo Fea, che intraprese scavi anche sul colle capitolino.

### I moti popolari del 1820 e del 1831
Nonostante gli sforzi riformistici di Pio VII, dopo la Restaurazione nacquero delle società segrete che si diffusero rapidamente nel territorio dello Stato della Chiesa, ricevendo stimoli sia dalle organizzazioni d'ispirazione buonarrotiana, sia dalla Carboneria. I primi moti scoppiarono nel 1820-1821. Gli Stati assolutisti italiani diedero luogo a un inasprimento delle contromisure per reprimere il fenomeno. Nello Stato Pontificio e nel Regno delle Due Sicilie tali contromisure ebbero minore effetto dal momento che la repressione era una costante nei metodi governativi pontifici.. Nel 1823 l'arrivo del successore di Pio VII, il nuovo papa Leone XII, segnò una netta svolta conservatrice, in opposizione alle molte aperture del predecessore, e lo Stato divenne oppressivo, concentrandosi sulla persecuzione dei cospiratori politici e delle società segrete tramite numerose restrizioni, sancite nella bolla Quo Graviora (anche se avviò, in parallelo, una razionalizzazione tanto dell'assistenza ospedaliera che dell'istruzione universitaria, cercando di uniformarle - quest'ultima con bolla Quod divina sapientia). Un episodio paradigmatico delle tensioni del periodo è il ghigliottinamento in piazza del Popolo di due carbonari proprio durante il Giubileo del 1825 indetto dallo stesso Leone XII. Il malessere assunse all'epoca, in alcuni territori pontifici, forme di aperta ribellione domata talvolta da bande armate di sanfedisti: in Romagna, alcuni anni più tardi, acquistò una triste notorietà il capobanda e avventuriero Virginio Alpi, che operava nelle zone comprese tra Forlì e Faenza.
Nel gennaio 1831, avvenne una repressione particolarmente dura delle agitazioni popolari nella Legazione di Forlì, nota come Stragi di Cesena e Forlì; nello stesso anno, su impulso del modenese Ciro Menotti, scoppiò una sommossa a Bologna, la seconda città dello Stato. La rivolta si estese alle Legazioni di Ferrara, Forlì, Ravenna e alle Marche. Gli insorti presero il potere e insediarono un governo provvisorio (marzo-aprile 1831). Tra i protagonisti vi fu Francesco Orioli. In genere, le autorità pontificie legittimarono l'investitura dei governi provvisori, definendoli "straordinari". Solo a Forlì vi fu uno scontro armato che provocò alcuni morti e feriti. Il 17 marzo trovò la morte nella città romagnola, per un'epidemia di morbillo, Napoleone Luigi Bonaparte. Il Bonaparte si era volontariamente impegnato nel sostegno dell'insurrezione come carbonaro, assieme al fratello, il futuro Napoleone III, che divenne un ricercato della polizia austriaca (entrambi erano stati espulsi mesi prima da Roma per il loro attivismo politico).
Quando le nuove autorità provvisorie proclamarono la nascita di una repubblica parlamentare con capitale Bologna (Province Unite Italiane), si rese necessario un intervento armato dell'Austria, che ripristinò l'ordine (aprile 1831).
Nello stesso periodo la Francia organizzò una conferenza internazionale cui invitò quattro grandi Stati europei: Austria, Inghilterra, Prussia e Russia. Le cinque potenze inviarono al pontefice la richiesta di una serie di riforme nello Stato Pontificio (memorandum del 21 maggio 1831). Per il bene generale dell'Europa, si richiedevano a Gregorio XVI: la creazione di una Consulta (indipendente) con funzioni di controllo del bilancio statale; un miglioramento del sistema giudiziario; l'ammissione dei laici agli uffici amministrativi; la fine dell'accentramento statale con la creazione di consigli municipali autonomi e di consigli provinciali con ampi poteri. Il pontefice non rispose alla richiesta, considerandola un attacco indiretto all'esercizio della sovranità temporale della Santa Sede. In luglio i tumulti nelle Legazioni ripresero e l'esercito austriaco fu richiamato a pacificare gli animi. La Francia, che non voleva cedere agli Asburgo il controllo sull'Italia, reagì immediatamente e occupò la piazzaforte di Ancona.

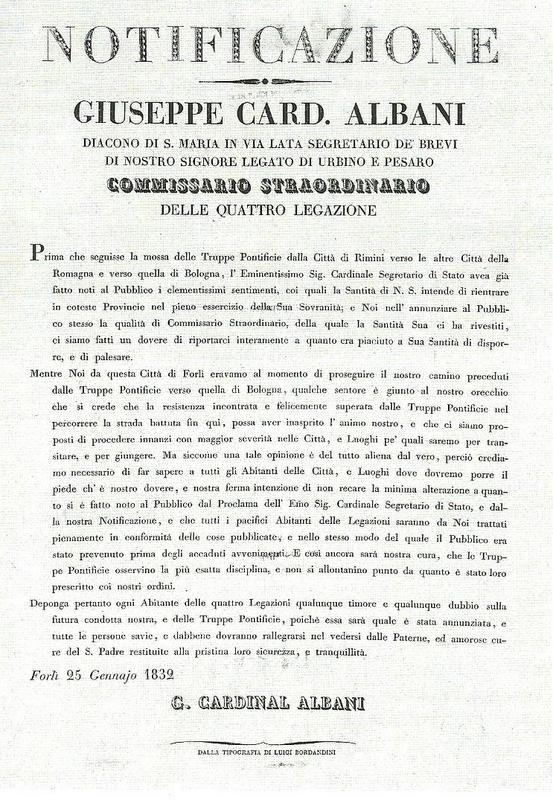
Notificazione del card. Giuseppe Albani ai popoli delle quattro Legazioni pontificie. Forlì, 25 gennaio 1832.

Nell'estate del 1836 a Roma giunse l'epidemia di colera che stava attraversando l'Europa: in questo periodo, si consolidò l'abitudine di seppellire i defunti in luoghi extraurbani per limitare il contagio della malattia. Nel 1838 le truppe austriache lasciarono finalmente le Legazioni; la Francia allora richiamò la propria guarnigione da Ancona.

### Il pontificato di Pio IX

Bandiera di guerra della Repubblica Romana (1849)

Nei primi anni di pontificato, papa Pio IX governò il Paese con una progressiva apertura alle richieste liberali di una parte della popolazione. Ebbe inizio una stagione di grandi riforme: la libertà di stampa (15 marzo 1847) e la libertà agli ebrei; l'inizio delle ferrovie (vedi Infra); il Senato e il Consiglio Municipale di Roma (1º ottobre); la Consulta di Stato (istituzione che rappresenta legalmente le province, 14 ottobre); un governo, formato da nove ministeri. Il primo presidente del Consiglio fu il card. Gabriele Ferretti. Il 5 luglio ricostituì la Guardia Civica, che era stata sciolta durante la parentesi napoleonica.
Sul piano delle relazioni con gli altri Stati italiani, il pontefice promosse inoltre la costituzione di una Lega doganale tra gli Stati italiani, che rappresentò il più importante tentativo politico-diplomatico dell'epoca volto a realizzare l'unità d'Italia per vie federali. Nel 1847 Pio IX istituì un gabinetto ministeriale sul modello degli Stati costituzionali.
L'anno 1848 si aprì con una serie di rivolte e sollevazioni in tutta Europa. Il 21 gennaio il cardinal Ferretti rassegnò le dimissioni. Il nuovo governo, guidato dal cardinale Giuseppe Bofondi ebbe all'inizio solo ministri ecclesiastici, ma il 12 febbraio, due giorni dopo il famoso proclama: “Benedite, gran Dio, l'Italia e conservatele il dono di tutti il più prezioso, la Fede”, entrarono nel governo i primi ministri laici. Successivamente il cardinale Bofondi dovette negare l'appoggio del Governo pontificio al nuovo regime costituzionale del Regno delle Due Sicilie.
Il 14 marzo 1848 Pio IX deliberò l'atto politico di maggior rottura con il passato: con l'editto Nelle istituzioni concesse la costituzione, denominata «Statuto fondamentale pel Governo temporale degli Stati di S. Chiesa». Lo Statuto istituiva due Camere legislative, Alto Consiglio e Consiglio dei Deputati, e apriva le istituzioni (sia legislative sia esecutive) ai laici.
Nello stesso periodo « [...] l'azione governativa [rimase]...del tutto estranea a ogni istanza di progresso posta dallo sviluppo economico europeo...». Neanche la Repubblica Romana (1849) seppe avviare una vera stagione di riforme. I rivoluzionari presero il controllo della città dopo la fuga del pontefice (Pio IX aveva lasciato Roma occupata il 24 novembre) e convocarono l'elezione di un'Assemblea costituente il 29 dicembre.
Dal suo esilio a Gaeta, Pio IX richiese l'intervento delle potenze cattoliche. Le truppe francesi sbarcarono nel Lazio il 24 aprile, seguite dalle truppe spagnole; a nord quelle austriache attraversarono il Po prendendo possesso delle Legazioni e delle Marche. Il primo attacco dei francesi su Roma, il 30 aprile, fu respinto.
Il generale francese Oudinot decise allora di porre sotto assedio l'Urbe. Il 3 giugno lanciò un secondo attacco. I combattimenti infuriarono per tutto il mese di giugno. Il 1º luglio fu stipulata la tregua, il giorno successivo i francesi fecero il loro ingresso nella città riconquistata. Dal 1849 al 1866 la Francia mantenne una guarnigione armata a difesa della capitale dello Stato Pontificio.
Quando papa Pio IX rientrò a Roma, nel 1850, la situazione dello Stato era peggiorata: il bilancio presentava un deficit di ben due milioni di scudi. Le finanze erano vicine al dissesto. L'amministrazione pontificia, ripreso il controllo dell'economia, cominciò un'opera di risanamento che portò in otto anni al pareggio di bilancio.
 Il decennio successivo al 1850 vide una crescita economica costante nello Stato Pontificio, come nel resto degli Stati italiani. L'agricoltura era fondata sulla coltivazione di canapa e seta, che venivano esportate in notevole quantità. Tutto il commercio, interno ed estero, beneficiò della fase di crescita dell'economia.
Successivamente Pio IX stanziò degli investimenti per favorire lo sviluppo dello Stato.. Fra le principali opere pubbliche cominciate o portate a compimento nello Stato della Chiesa a metà dell'Ottocento vi furono:
- prosciugamento delle paludi di Ferrara e di Ostia;
- ampliamento dei porti di Ravenna, Cesenatico, Senigallia e Ancona; nuovi fari negli scali di Ancona, Civitavecchia, Anzio e Terracina;
- ammodernamento delle strade con la costruzione di venti importanti viadotti, tra cui spiccò quello fra Albano e Ariccia; completamento della rete telegrafica, con il raggiungimento di tutti i principali centri dello Stato;
- realizzazione di una rete ferroviaria. Il primo collegamento fu Roma-Frascati, inaugurato il 14 luglio 1856. Seguirono l'Ancona-Falconara (1861)[108], la Roma-Civitavecchia (1859), la Roma-Orte (1865) e la Orte-Falconara (1866). Per quanto riguarda i collegamenti con il Regno delle Due Sicilie, nel 1862 fu completato il collegamento con Ceprano, nel frusinate[109]. Tale rete risultò tuttavia essere inadeguata, così come lo fu la rete stradale costruita nei decenni che precedettero l'annessione all'Italia. Secondo fonti di alto profilo[non chiaro] vi fu, all'epoca, uno « [...] scarso interesse governativo per la rete stradale e l'avversione verso le ferrovie... ».[103]

Nel gennaio 1852 lo Stato della Chiesa fu il primo in Italia, con Firenze, Modena e Parma, a introdurre l'uso del francobollo. I dati del censimento del 1853 mostravano che, su una superficie di 41 295 km², viveva una popolazione di 3 124 668 abitanti. Lo Stato Pontificio era il terzo Stato italiano per superficie e il secondo per popolazione (dopo i Regni delle Due Sicilie e di Sardegna).

Nei due decenni che precedettero l'annessione dello Stato Pontificio al Regno d'Italia, furono in massima parte completati i lavori di bonifica dell'Agro romano e cominciati quelli relativi alla rete idrica per il soddisfacimento del fabbisogno di acqua potabile degli abitanti di Roma, opere che tuttavia vennero portate a compimento solo dopo l'unione della città allo Stato italiano.

### La conquista italiana delle regioni centrali

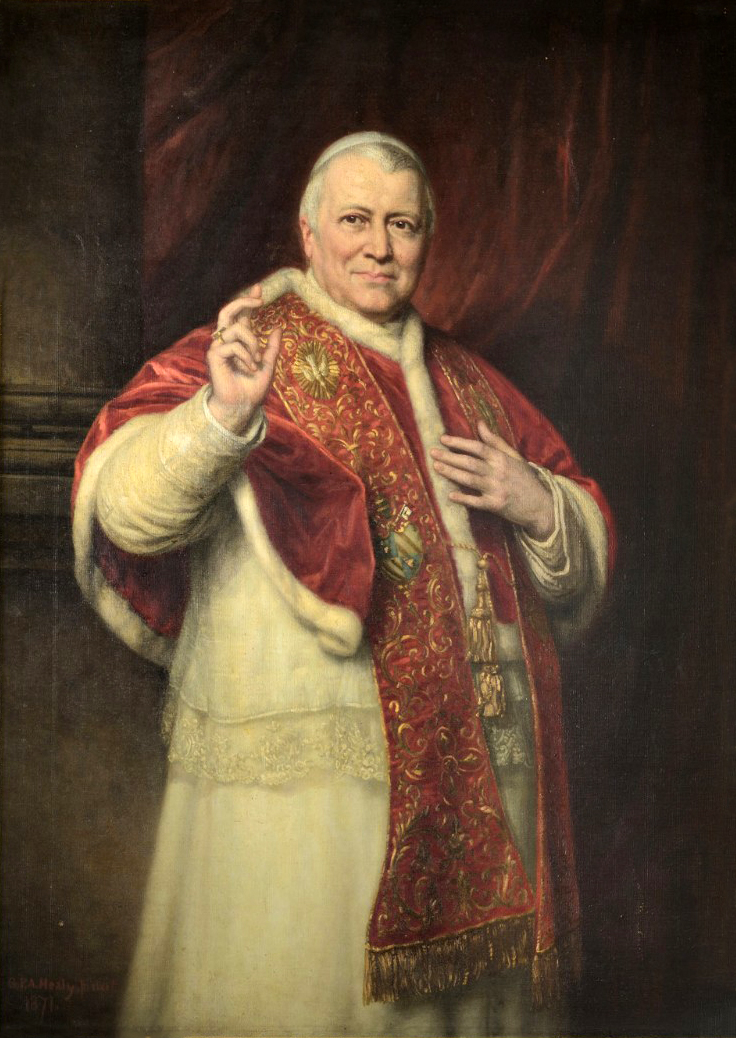
Papa Pio IX, 164º e ultimo sovrano dello Stato Pontificio (1846-1870)

I principali difensori dello Stato della Chiesa erano stati la dinastia dei Savoia, la dinastia dei Borbone e l'Impero austriaco. Ma dalla metà degli anni cinquanta la politica dei Savoia, con il Regno di Sardegna, mostrò una netta virata in senso anticlericale.
Il 29 maggio 1855 il Parlamento di Torino approvò una legge che sopprimeva gli ordini religiosi e ordinava l'incameramento e la vendita di tutti i loro beni. Il re Vittorio Emanuele controfirmò, sancendo così la sua rottura con la Chiesa. Non era mai successo prima che la dinastia Savoia si fosse messa frontalmente contro la Santa Sede. Il papa condannò fermamente la legge con l'allocuzione Cum saepe.
L'anno seguente, in aprile, lo Stato Pontificio subì un duro attacco diplomatico dal primo ministro di casa Savoia, Camillo Cavour. Il Regno di Sardegna aveva partecipato alla guerra di Crimea come alleata delle potenze europee occidentali. Vinta la guerra, poté sedersi al congresso di Parigi a fianco di Francia e Inghilterra. Cavour pronunciò un discorso che conteneva un attacco ben calcolato allo Stato Pontificio. Il conte affermò infatti: "Gli stati della Santa Sede non furono felici che sotto Napoleone I".
La Santa Sede capì che il piano di Cavour fosse la conquista di Roma solo nel 1859, quando la Legazione delle Romagne fu invasa da due battaglioni di truppe piemontesi senza che l'atto fosse stato anticipato da una dichiarazione di guerra. Si configurò una situazione di stallo, che si protrasse per tutto il resto dell'anno: la conquista era fatta ma non aveva base legale. All'inizio del 1860 il governo di Torino chiese al Papa di rinunciare volontariamente alle Legazioni; ottenendo un netto rifiuto, furono organizzati dei plebisciti di annessione. L'11-12 marzo si tennero le consultazioni nei territori delle ex Legazioni. Alle nuove province fu immediatamente applicata la legge sarda, che comprendeva la soppressione degli ordini religiosi e l'incameramento dei loro beni.
L'obiettivo successivo del Regno di Sardegna fu la conquista di Marche e Umbria (che comprendeva la Sabina). Con il pretesto di fermare l'avanzata di Garibaldi dal Sud, dopo la conquista del Regno delle Due Sicilie, l'esercito sardo attraversò il confine con le Marche dirigendosi verso la piazzaforte di Ancona. La Santa Sede, non disponendo di un esercito regolare, lanciò una chiamata alle armi per raccogliere volontari da tutta Europa. Fu costituito un esercito multinazionale (italiani, austriaci, olandesi, polacchi, belgi, svizzeri e irlandesi) di circa quindicimila uomini, sotto la guida del generale francese Christophe de Lamoricière.

In lilla, lo Stato Pontificio nel suo ultimo decennio (1860-1870). In azzurro, il Regno d'Italia tra la terza guerra d'indipendenza (1866) e la presa di Roma (1870).

L'esercito piemontese, guidato dal generale Enrico Cialdini, attaccò l'11 settembre. Lo scontro militare durò una settimana (11-18 settembre 1860). La battaglia decisiva fu combattuta a Castelfidardo, nell'Anconetano. La battaglia di Castelfidardo (18 settembre) si concluse con la vittoria dei piemontesi; le truppe papaline superstiti si asserragliarono nella piazzaforte di Ancona e furono definitivamente sconfitte dall'esercito sardo dopo un difficile assedio. Il 4 novembre si svolsero i plebisciti di annessione. Perse le Marche, l'Umbria e la Sabina, lo Stato Pontificio fu così ridotto alla Legazione di Marittima e Campagna e al Circondario di Roma, poco più dell'odierno Lazio.
Il 25 marzo 1861, pochi giorni dopo la proclamazione del nuovo Regno d'Italia, Cavour annunciò alla Camera dei Deputati che «Roma sola deve essere capitale d'Italia».

### La fine del potere temporale
Roma era protetta, per antichissima tradizione, dal re di Francia (in quest'epoca il sovrano era l'imperatore Napoleone III). Ma Napoleone III era, al contempo, il principale alleato del neonato Regno d'Italia (anche a prescindere dagli accordi di Plombières, da lui firmati nel 1858 all'insaputa del pontefice). Il governo italiano propose alla Francia il ritiro del contingente di stanza nell'Urbe; ma la Francia inizialmente oppose un diniego. Si arrivò così alla Convenzione del 15 settembre 1864. Le due parti convennero sull'intangibilità dei confini pontifici; la Francia si impegnava a ritirare la propria guarnigione a Roma nel giro di due anni; in cambio l'Italia rinunciava a prendere Roma e s'impegnava a rispettare i confini dello Stato Pontificio. Al momento di ratificare l'accordo venne però inserita una postilla: nel caso i cittadini romani avessero espresso il desiderio di essere uniti all'Italia, il governo italiano non avrebbe lasciato inascoltata la loro richiesta. La Santa Sede fu tenuta all'oscuro anche di questo patto. Subito Giuseppe Garibaldi tentò una marcia su Roma partendo dalla Sicilia. Ma, non avendo chiesto il consenso a Parigi, l'esercito italiano fermò la sua azione quando i volontari erano da poco sbarcati in Calabria per evitare un incidente diplomatico (29 agosto 1862). Nel 1866 la Santa Sede fece una scelta in favore dello spazio monetario italiano: sostituì lo scudo con la lira pontificia, avente lo stesso valore della lira italiana. Nel dicembre dello stesso anno la Francia ritirò le sue truppe da Roma, in applicazione della Convenzione. L'anno seguente Garibaldi ritentò l'attacco: formò un esercito di volontari e nel settembre del 1867 invase il Lazio da nord. Fu fermato e sconfitto a Mentana (3 novembre 1867) da una forza costituita dalle truppe pontificie e da un corpo di spedizione francese venuto in soccorso del pontefice.

Lo Stato Pontificio nel 1870

Nel 1868 Pio IX convocò un concilio ecumenico; i lavori del Concilio Vaticano I iniziarono l'anno seguente, l'8 dicembre 1869. Il risultato più importante fu l'affermazione del dogma dell'infallibilità del magistero del Papa in materia di fede e di morale (quando tale magistero rispettasse alcune condizioni) per contrastare alcuni pericoli religiosi del tempo. Lo scoppio della guerra franco-prussiana (19 luglio 1870) interruppe i lavori.
Il 1º settembre 1870 la Francia, in guerra con la Prussia dovette richiamare in patria anche le forze militari dislocate a Roma, rinunciando a proteggere lo Stato del Papa. Così Vittorio Emanuele II ne approfittò per invadere il Lazio e attaccare Roma. Il 20 settembre avvenne la presa di Roma da parte dei bersaglieri sabaudi. Il combattimento fu poco più che simbolico e venne concluso immediatamente da un armistizio, onde evitare un inutile spargimento di sangue. Successivamente il corpo internazionale dei volontari pontifici fu sciolto e i soldati partirono da Roma, con l'onore delle armi. Il Regno d'Italia procedette all'annessione del Lazio: liberazione secondo l'ottica italiana, occupazione secondo quella pontificia. I plebisciti si svolsero il 2 ottobre nelle cinque province che costituivano lo Stato. Complessivamente, su 167 548 elettori, 135 291 si recarono alle urne. I favorevoli all'annessione furono 133 681; 1 507 i contrari; i voti nulli furono un centinaio. Il 9 ottobre Vittorio Emanuele II promulgò un decreto (n. 5903) con cui sanciva l'annessione dei territori conquistati al Regno d'Italia. Evidentemente l'annessione rese nulla la Convenzione di settembre del 1867, che pure non era stata abrogata.
Nel 1867 il Parlamento del Regno, che intanto aveva trasferito la capitale a Firenze, aveva approvato una legge che prevedeva l'incameramento dei beni mobili e immobili di conventi e monasteri in tutto il territorio del Regno e comprendeva anche il divieto per tutti i cittadini italiani di pronunciare voti. Il 13 maggio 1871 il Parlamento approvò una nuova legge che elencava i diritti della Santa Sede all'interno del Regno d'Italia. Era la «legge delle Guarentigie», un provvedimento che riconosceva il papa come sovrano indipendente, con il possesso (ma non la proprietà) dei palazzi e dei giardini del Vaticano, dei palazzi del Laterano, della Cancelleria a Roma e della villa di Castel Gandolfo. Stabiliva inoltre che il governo italiano non sarebbe intervenuto nella nomina dei vescovi. Pio IX non accettò la legge, perché unilaterale, ne scomunicò gli autori e continuò a considerarsi prigioniero in Vaticano. E l'occupazione sarebbe durata quasi sessant'anni, in attesa di una possibile pace.
Il primo accordo ufficiale tra la Chiesa e lo Stato italiano, impossibilitato anche nel 1919 durante la conferenza di pace di Parigi, fu siglato finalmente nel 1929, quando con la firma dei Patti Lateranensi, previo concordato Italia-Santa Sede, venne creato lo Stato della Città del Vaticano, che restituì una, seppur minima, sovranità territoriale alla Santa Sede.

## Bandiere dello Stato Pontificio

Bandiere di Stato
Stendardo storico dello Stato Pontificio (precedente il 1808)
Gonfalone della Chiesa come da canoni del pontificato di papa Bonifacio VIII
Variante dei primi anni '20 del XVI secolo (1523 circa)
Bandiera di Stato (1825-1870)
Bandiera Navale dello Stato Pontificio (1825-1870)

Bandiere Militari e Stendardi Papali
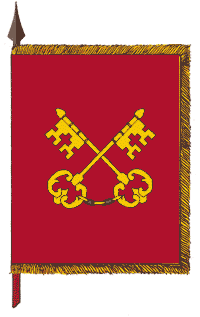
Vessillo con le insegne di Santa Romana Chiesa usato in battaglia durante il Medioevo
Bandiera usata dalla Marina Pontificia nel Medioevo
Stendardo di Papa Alessandro VI (Pala Pesaro)
Stendardo di Papa Leone X
Stendardo di Papa Paolo III, esposto a Palazzo Farnese
Bandiera della Fanteria Pontificia (1848-1870)
Bandiera che sventolò su Porta Pia nel 1870 durante la caduta di Roma

La Chiesa tradizionalmente usava una bandiera di colore giallo e rosso, che ricordava l'oro e l'amaranto, i colori tradizionali del Senato romano (S.P.Q.R.).
La prima menzione storica di una bandiera papale (una bandiera rossa con una croce bianca) risale al 1195. Nel 1204 cominciano ad apparire anche le chiavi di San Pietro bianche.
La prima immagine di una bandiera pontificia risale al 1316, e rappresenta uno stendardo allungato, a due punte, con quattro chiavi bianche attorno a una croce. Questa disposizione è visibile nello stemma di Viterbo (e dal 1927, anche della sua provincia): già nel 1188, secondo il cronista Lancillotto, papa Clemente III concesse al Comune il diritto di apporre tale vessillo.
Nel 1808 papa Pio VII ordinò alla Guardia nobile e alle altre truppe di sostituire i colori rosso e giallo con il giallo e bianco; l'unica eccezione furono le truppe incorporate nell'esercito francese, sotto il comando del generale Sestio A.F. Miollis, alle quali fu permesso di continuare a usare i vecchi colori.
La più antica bandiera bianco-gialla risale al 1824, quando fu inalberata per la prima volta dalla Marina mercantile; in essa però le bande erano poste in diagonale. Nel 1831 la bandiera giallo-bianca divenne ufficialmente la bandiera di Stato pontificia.
Fu Pio IX che nel 1848, rese le bande verticali e nel 1850, tornato a Roma dopo l'esilio a Gaeta per la parentesi della Repubblica Romana, vi appose anche lo stemma papale.

## Ordini equestri
- Ordine di San Gregorio Magno (1831)
- Ordine Piano (1559)
- Ordine di S. Silvestro o dello Speron d'Oro (XIII secolo)
- Ordine equestre del Santo Sepolcro di Gerusalemme (XV secolo)
- decorazione della Rosa d'Oro (XI secolo)

## Religione
Lo Stato Pontificio, per la sua particolare conformazione di entità statale e religiosa, ha da sempre rappresentato uno dei capisaldi della chiesa cristiano cattolica in Occidente. Il cattolicesimo era dichiarato per costituzione religione di Stato e solo la sua professione di fede dava pieno godimento di tutti i diritti statali.
Fino a tutta la prima metà del XVI secolo vi erano tuttavia numerose comunità ebraiche sparse per lo Stato, fra cui si segnalavano per importanza quelle di Roma, Ancona, Ravenna, Orvieto, Viterbo, Perugia, Spoleto e Terracina. In età controriformistica una legislazione sempre più restrittiva, inaugurata durante il pontificato di Paolo IV con la bolla Cum nimis absurdum e culminata con Hebraeorum gens, spinse molti ebrei a emigrare. Durante il pontificato di Sisto V, caratterizzato da una relativa tolleranza religiosa, quattromila o cinquemila ebrei fecero ritorno nello Stato Pontificio a seguito della promulgazione della bolla Christiana pietas (1586). Ma il ripristino di una legislazione antiebraica voluta da papa Clemente VIII con la bolla Caeca et obdurata ebbe effetti devastanti per tutti i sudditi di religione ebraica. Molte comunità sparirono (fra cui quelle di Terracina, Spoleto e Viterbo), altre si ridussero a poche decine di unità (Perugia e Ravenna). Solo a Roma (e, in minor misura, ad Ancona), sopravvisse un nucleo ebraico di una certa consistenza. Gli ebrei romani, relegati nel ghetto, dovettero tuttavia attendere l'età napoleonica per vedere riconosciuti i propri diritti che con la Restaurazione tornarono a essere conculcati. Durante la Repubblica Romana si produsse una nuova emancipazione, che subì forti limitazioni dopo il 1849 per opera di Pio IX, che pure agli inizi del suo pontificato aveva mostrato una certa tolleranza nei confronti dei propri sudditi israeliti. Con l'annessione dello Stato Pontificio al Regno d'Italia (1870) gli ebrei tornarono nuovamente a godere di pieni diritti civili.

## Lingue dello Stato Pontificio
L'idioma ufficiale dello Stato Pontificio era il latino, in cui venivano redatte le pubblicazioni ufficiali e istituzionali, ma non parlata usualmente nello Stato. Il latino fu anche molto utilizzato come lingua veicolare dalle gerarchie ecclesiastiche in epoca medievale, per essere in età moderna gradualmente sostituito dall'italiano. In italiano veniva impartita l'istruzione elementare, che era obbligatoria e gratuita per tutti i bambini dello Stato. Nell'Ottocento l'italiano era ormai ampiamente utilizzato anche per i documenti ufficiali. In italiano è, ad esempio, redatto lo Statuto fondamentale.
La popolazione, tuttavia, parlava abitualmente dialetti locali come testimoniato (ad esempio) dalla Cronica dell'anonimo romano, testo del XIV secolo. Ad Avignone, città pontificia per quasi cinque secoli, la lingua più diffusa fra le classi popolari e la borghesia minuta era una varietà dell'occitano, il provenzale, mentre nell'aristocrazia, nell'alta borghesia e fra gli uomini di cultura era frequente il bilinguismo (francese e provenzale) e, nel caso di cittadini legati alla Curia, anche il trilinguismo (provenzale, francese e italiano).

## Cronologia dei «Papi sovrani»
Elenco dei papi che hanno governato lo Stato. Il secondo numero indica il loro ordine all'interno dell'elenco cronologico generale di tutti i papi.
1. 92. Papa Stefano II (752-757; sovrano dal giugno 756)
2. 93. Papa Paolo I (757-767)
3. 94. Papa Stefano III (767-772)
4. 95. Papa Adriano I (772-795)
5. 96. Papa Leone III (795-816)
6. 97. Papa Stefano IV (816-817)
7. 98. Papa Pasquale I (817-824)
8. 99. Papa Eugenio II (824-827)
9. 100. Papa Valentino (827)
10. 101. Papa Gregorio IV (827-844)
11. 102. Papa Sergio II (844-847)
12. 103. Papa Leone IV (847-855)
13. 104. Papa Benedetto III (855-858)
14. 105. Papa Niccolò I (858-867) - Roma, circa 820
15. 106. Papa Adriano II (867-872) - Roma
16. 107. Papa Giovanni VIII (872-882) - Roma
17. 108. Papa Marino I (882-884) - Gallese (Viterbo)
18. 109. Papa Adriano III (884-885) - Agapito, Roma
19. 110. Papa Stefano V (885-891) - Roma
20. 111. Papa Formoso (891-896) - Ostia (Roma), circa 816
21. 112. Papa Bonifacio VI (896)
22. 113. Papa Stefano VI (896-897) - Roma
23. 114. Papa Romano (897) - Gallese (Viterbo)
24. 115. Papa Teodoro II (897) - Roma
25. 116. Papa Giovanni IX (898-900) O.S.B. - Tivoli (Roma)
26. 117. Papa Benedetto IV (900-903) - Roma
27. 118. Papa Leone V (903) - Ardea (Roma)
28. 119. Papa Sergio III (904-911) - Roma
29. 120. Papa Anastasio III (911-913) - Roma
30. 121. Papa Lando (913-914) - Sabina
31. 122. Papa Giovanni X (914-928) - Tossignano (Imola)
32. 123. Papa Leone VI (928-929) - Roma
33. 124. Papa Stefano VII (929-931) - Roma
34. 125. Papa Giovanni XI (931-935) - Roma
35. 126. Papa Leone VII (936-939) O.S.B. - Roma
36. 127. Papa Stefano VIII (939-942) - Roma
37. 128. Papa Marino II (942-946) - Roma
38. 129. Papa Agapito II (946-955) - Roma
39. 130. Papa Giovanni XII (955-963) - Ottaviano dei conti di Tuscolo, Roma, 938
40. 131. Papa Leone VIII (963-965) - Roma
41. 132. Papa Benedetto V (964) - Roma
42. 133. Papa Giovanni XIII (965-972) - Giovanni dei Crescenzi, Roma
43. 134. Papa Benedetto VI (973-974)
44. 135. Papa Benedetto VII (974-983) - dei conti di Tuscolo, Roma
45. 136. Papa Giovanni XIV (983-984) - Pietro Canepanova, Pavia
46. 137. Papa Giovanni XV (985-996) - Giovanni di Gallina Alba, Roma
47. 138. Papa Gregorio V (996-999) - Bruno dei duchi di Carinzia, circa 972
48. 139. Papa Silvestro II (999-1003) - Gerberto di Aurillac, Alvernia (Francia), circa 950
49. 140. Papa Giovanni XVII (1003) - Siccone, Roma
50. 141. Papa Giovanni XVIII (1003-1009) - Giovanni Fasano, Roma
51. 142. Papa Sergio IV (1009-1012) - Pietro Boccadiporco, Roma
52. 143. Papa Benedetto VIII (1012-1024) - Teofilatto dei conti di Tuscolo (I), Roma
53. 144. Papa Giovanni XIX (1024-1032) - Romano dei conti di Tuscolo, Roma
54. 145. Papa Benedetto IX (1033-1044) - Teofilatto dei conti di Tuscolo (II), Roma, circa 1007-1012
55. 146. Papa Silvestro III (1045) - Giovanni dei Crescenzi Ottaviani, Roma
56. 147. Papa Benedetto IX (1045) - Papa per la seconda volta
57. 148. Papa Gregorio VI (1045-1046) - Giovanni Graziano, Roma
58. 149. Papa Clemente II (1046-1047) - Suitgero dei signori di Morsleben e Hornburg, Sassonia
59. 150. Papa Benedetto IX (1047-1048) - Papa per la terza volta
60. 151. Papa Damaso II (1048) - Poppone, Bressanone (Bolzano)
61. 152. Papa Leone IX (1049-1054) - Brunone dei conti di Egisheim-Dagsburg, Alsazia (Germania, oggi Francia), 21 giugno 1002
62. 153. Papa Vittore II (1055-1057) - Gebhard II dei conti di Dollnstein-Hirschberg, Germania, circa 1018
63. 154. Papa Stefano IX (1057-1058) O.S.B. - Federico di Lorena
64. 155. Papa Niccolò II (1058-1061) - Gerardo di Borgogna, Francia
65. 156. Papa Alessandro II (1061-1073) - Anselmo da Baggio, Milano
66. 157. Papa Gregorio VII (1073-1085) O.S.B. - Ildebrando Aldobrandeschi di Soana, Sovana (Grosseto), circa 1020
67. 158. Papa Vittore III (1086-1087) O.S.B. - Dauferio o Desiderio, Benevento, 1027
68. 159. Papa Urbano II (1088-1099) O.S.B. - Ottone di Lagery, Châtillon-sur-Marne (Francia), circa 1040
69. 160. Papa Pasquale II (1099-1118) O.Cist. - Raniero Ranieri, Bleda (Forlì)
70. 161. Papa Gelasio II (1118-1119) O.S.B. - Giovanni dei Caetani d'Aragona, Gaeta (Latina), circa 1060
71. 162. Papa Callisto II (1119-1124) - Guido dei conti di Borgogna
72. 163. Papa Onorio II (1124-1130) - Lamberto Scannabecchi da Fagnano, Imola, circa 1060
73. 164. Papa Innocenzo II (1130-1143) - Gregorio Papareschi, Roma
74. 165. Papa Celestino II (1143-1144) - Guido da Castello, Città di Castello (Perugia)
75. 166. Papa Lucio II (1144-1145) - Gherardo Caccianemici dall'Orso, Bologna
76. 167. Papa Eugenio III (1145-1153) O.Cist. - Bernardo dei Paganelli, Pisa
77. 168. Papa Anastasio IV (1153-1154) - Corrado della Suburra, Roma
78. 169. Papa Adriano IV (1154-1159) O.S.A. - Nicholas Breakspear, Abbots Langley (Inghilterra), circa 1100
79. 170. Papa Alessandro III (1159-1181) - Rolando Bandinelli, Siena, circa 1100
80. 171. Papa Lucio III (1181-1185) - Ubaldo Allucignoli, Lucca, 1097
81. 172. Papa Urbano III (1185-1187) - Uberto Crivelli
82. 173. Papa Gregorio VIII (1187) - Alberto de Morra, Benevento, circa 1100
83. 174. Papa Clemente III (1187-1191) - Paolo Scolari, Roma
84. 175. Papa Celestino III (1191-1198) - Giacinto Bobone Orsini, Roma, circa 1106
85. 176. Papa Innocenzo III (1198-1216) - Lotario dei conti di Segni, Gavignano (Roma), 1160
86. 177. Papa Onorio III (1216-1227) - Cencio Savelli, Roma
87. 178. Papa Gregorio IX (1227-1241) - Ugolino dei conti di Segni, Anagni (Frosinone), 1170
88. 179. Papa Celestino IV (1241) O.S.B. - Goffredo Castiglioni, Milano
89. 180. Papa Innocenzo IV (1243-1254) - Sinibaldo Fieschi dei conti di Lavagna, Genova, circa 1180-90
90. 181. Papa Alessandro IV (1254-1261) - Rinaldo dei conti di Segni, Anagni (Frosinone), circa 1199
91. 182. Papa Urbano IV (1261-1264) - Jacques Pantaleon, Troyes? (Francia), circa 1195
92. 183. Papa Clemente IV (1265-1268) - Guy Foulques, Saint-Gilles-du-Gard (Francia), 23 novembre 1200 circa
93. 184. Papa Gregorio X (1271-1276) O.Cist. - Tebaldo Visconti, Piacenza, circa 1210
94. 185. Papa Innocenzo V (1276) O.P. - Pierre de Tarentasie, Champagny (Francia), circa 1225
95. 186. Papa Adriano V (1276) - Ottobono Fieschi, Genova, circa 1205
96. 187. Papa Giovanni XXI (1276-1277) - Pietro di Giuliano, Lisbona (Portogallo), circa 1210
97. 188. Papa Niccolò III (1277-1280) - Giovanni Gaetano Orsini, Roma, circa 1216
98. 189. Papa Martino IV (1281-1285) - Simon de Brion, Montpensier (Francia), circa 1210
99. 190. Papa Onorio IV (1285-1287) - Giacomo Savelli, Roma, circa 1210
100. 191. Papa Niccolò IV (1288-1292) O.F.M. - Girolamo Masci, Ascoli Piceno, 30 settembre 1227
101. 192. San Celestino V (1294) O.S.B. - Pietro Angeleri, più noto come Pietro da Morrone, Molise, 1215
102. 193. Papa Bonifacio VIII (1294-1303) - Benedetto Caetani, Anagni (Frosinone), circa 1235
103. 194. Papa Benedetto XI (1303-1304) O.P. - Nicola Boccasini, Treviso, 1240
104. 195. Papa Clemente V (1305-1314) - Bertrand de Gouth, Villandraut (Francia), circa 1264
105. 196. Papa Giovanni XXII (1316-1334) - Jacques Duèse, Cahors (Francia), circa 1249
106. 197. Papa Benedetto XII (1334-1342) O.Cist. - Jacques Fournier, Saverdun (Francia), circa 1285
107. 198. Papa Clemente VI (1342-1352) - Pierre Roger, Rosiers-d'Égletons (Francia), circa 1291
108. 199. Papa Innocenzo VI (1352-1362) - Stephen Aubert, Beyssac (Francia), circa 1282
109. 200. Papa Urbano V (1362-1370) O.S.B. - Guillaume de Grimoald, Grisac (Francia), 1310
110. 201. Papa Gregorio XI (1370-1378) - Pierre Roger de Beaufort, Rosiers-d'Égletons (Francia), circa 1336
111. 202. Papa Urbano VI (1378-1389) - Bartolomeo Prignano, Napoli, circa 1318
112. 203. Papa Bonifacio IX (1389-1404) - Piero Tomacelli, Napoli, circa 1356
113. 204. Papa Innocenzo VII (1404-1406) - Cosimo de' Migliorati, Sulmona (L'Aquila), circa 1336
114. 205. Papa Gregorio XII (1406-1415) - Angelo Correr, Venezia, circa 1326
115. 206. Papa Martino V (1417-1431) - Ottone Colonna, Genazzano, 1368
116. 207. Papa Eugenio IV (1431-1447) O.S.A. - Gabriele Condulmer, Venezia, 1383
117. 208. Papa Niccolò V (1447-1455) O.P. - Tommaso Parentucelli, Sarzana, 15 novembre 1397
118. 209. Papa Callisto III (1455-1458) - Alfonso de Borgia, Xàtiva (Spagna), 31 dicembre 1378
119. 210. Papa Pio II (1458-1464) - Enea Silvio Piccolomini, Corsignano (Siena), 18 ottobre 1405
120. 211. Papa Paolo II (1464-1471) - Pietro Barbo, Venezia, 23 febbraio 1418
121. 212. Papa Sisto IV (1471-1484) O.F.M. - Francesco della Rovere, Albisola o Celle (Savona), 21 luglio 1414
122. 213. Papa Innocenzo VIII (1484-1492) - Giovanni Battista Cybo, Genova, 1432
123. 214. Papa Alessandro VI (1492-1503) - Rodrigo Borgia, Xàtiva (Spagna), 1º gennaio 1431
124. 215. Papa Pio III (1503) - Francesco Nanni Todeschini Piccolomini, Siena, 9 maggio 1439
125. 216. Papa Giulio II (1503-1513) O.F.M. - Giuliano della Rovere, Albisola Superiore (Savona), 5 dicembre 1443
126. 217. Papa Leone X (1513-1521) - Giovanni di Lorenzo de' Medici, Firenze, 11 dicembre 1475
127. 218. Papa Adriano VI (1522-1523) - Adriaan Florenszoon Boeyens, Utrecht (Paesi Bassi), 2 marzo 1459
128. 219. Papa Clemente VII (1523-1534) - Giulio de' Medici, Firenze, 26 maggio 1478
129. 220. Papa Paolo III (1534-1549) - Alessandro Farnese, Canino (Viterbo), 29 febbraio 1468
130. 221. Papa Giulio III (1550-1555) - Gian Maria del Monte, Monte San Savino (Arezzo), 10 settembre 1487
131. 222. Papa Marcello II (1555) - Marcello Cervini, Montefano (Macerata), 6 maggio 1501
132. 223. Papa Paolo IV (1555-1559) - Giovanni Pietro Carafa, Capriglia Irpina (Avellino), 28 giugno 1476
133. 224. Papa Pio IV (1559-1565) - Giovanni Angelo Medici, Milano, 31 marzo 1499
134. 225. Papa Pio V (1566-1572) O.P. - Antonio Michele Ghislieri, Bosco Marengo (Alessandria), 17 gennaio 1504
135. 226. Papa Gregorio XIII (1572-1585) - Ugo Boncompagni, Bologna, 7 gennaio 1502
136. 227. Papa Sisto V (1585-1590) O.F.M. Conv. - Felice Peretti, Grottammare (Ascoli Piceno), 13 dicembre 1521
137. 228. Papa Urbano VII (1590) - Giovanni Battista Castagna, Roma, 4 agosto 1521
138. 229. Papa Gregorio XIV (1590-1591) - Niccolò Sfondrati, Cremona, 11 febbraio 1535
139. 230. Papa Innocenzo IX (1591) - Gian Antonio Facchinetti de Nuce, Crodo (Novara), 20 luglio 1519
140. 231. Papa Clemente VIII (1592-1605) - Ippolito Aldobrandini, Fano (Pesaro), 24 febbraio 1536
141. 232. Papa Leone XI (1605) - Alessandro de' Medici, Firenze, 2 giugno 1535
142. 233. Papa Paolo V (1605-1621) - Camillo Borghese, Roma, 17 settembre 1550
143. 234. Papa Gregorio XV (1621-1623) - Alessandro Ludovisi, Bologna, 9 gennaio 1554
144. 235. Papa Urbano VIII (1623-1644) - Maffeo Barberini, Firenze, 5 aprile 1568
145. 236. Papa Innocenzo X (1644-1655) - Giovanni Battista Pamphili, Roma, 6 maggio 1574
146. 237. Papa Alessandro VII (1655-1667) - Fabio Chigi, Siena, 13 febbraio 1599
147. 238. Papa Clemente IX (1667-1669) - Giulio Rospigliosi, Pistoia, 28 gennaio 1600
148. 239. Papa Clemente X (1670-1676) - Emilio Altieri, Roma, 13 luglio 1590
149. 240. Beato Innocenzo XI (1676-1689) - Benedetto Odescalchi, Como, 16 maggio 1611
150. 241. Papa Alessandro VIII (1689-1691) - Pietro Vito Ottoboni, Venezia, 22 aprile 1610
151. 242. Papa Innocenzo XII (1691-1700) - Antonio Pignatelli, Spinazzola (Bari), 13 marzo 1615
152. 243. Papa Clemente XI (1700-1721) - Giovanni Francesco Albani, Urbino, 23 luglio 1649
153. 244. Papa Innocenzo XIII (1721-1724) - Michelangelo Conti, Poli (Roma), 13 maggio 1655
154. 245. Papa Benedetto XIII (1724-1730) O.P. - Pietro Francesco Orsini, Gravina in Puglia (Bari), 2 febbraio 1649
155. 246. Papa Clemente XII (1730-1740) - Lorenzo Corsini, Firenze, 7 aprile 1652
156. 247. Papa Benedetto XIV (1740-1758) - Prospero Lorenzo Lambertini, Bologna, 31 marzo 1675
157. 248. Papa Clemente XIII (1758-1769) - Carlo Rezzonico, Venezia, 7 marzo 1693
158. 249. Papa Clemente XIV (1769-1774) O.F.M. Conv. - Gian Vincenzo Antonio Ganganelli, S.Arcangelo (Rimini), 21 ottobre 1705
159. 250. Papa Pio VI (1775-1799) - Giovanni Angelo Braschi, Cesena, 27 dicembre 1717
160. 251. Papa Pio VII (1800-1823) O.S.B. - Barnaba Chiaramonti, Cesena, 14 agosto 1742
161. 252. Papa Leone XII (1823-1829) - Annibale della Genga, Genga (Ancona), 2 agosto 1760
162. 253. Papa Pio VIII (1829-1830) - Francesco Saverio Castiglioni, Cingoli (Macerata), 20 novembre 1761
163. 254. Papa Gregorio XVI (1831-1846) O.S.B. Cam. - Bartolomeo Mauro Cappellari, Belluno, 18 settembre 1765
164. 255. Papa Pio IX (1846-1878) - Giovanni Maria Mastai Ferretti, Senigallia (Ancona), 13 maggio 1792 - impedito dal 31 dicembre 1870 alla morte (per l'occupazione italiana).